# Бочаров, Юрий Петрович
Юрий Петрович Бочаро́в (4 мая 1926, Харьков, УССР, СССР — 1 сентября 2023, Москва, Россия) — советский и российский архитектор, теоретик и практик градостроительства, доктор архитектуры (с 1967), профессор (с 1977). Академик Российской академии архитектуры и строительных наук (с 1994), почётный член Международной Академии архитектуры (с 2012), академик Российской академии художественной критики (с 2001), почётный член Украинской академии архитектуры (Киев, с 1994); член-корреспондент Международной академии архитектуры стран Востока (Баку, с 1995). Директор ЦНИИТИА (1983—1988). Профессор кафедры Городского строительства МИКХиС (2000—2013), профессор МГСУ (2014—2017), с 2017 г. главный научный сотрудник ЦНИИП Минстроя России. Секретарь правления Союза архитекторов СССР (1986—1990). Читал лекции в университетах США, Англии, Франции, Австралии, Чили. Председатель и член ГЭК в Московском институте коммунального хозяйства и строительства, МАРХИ, Самарской архитектурно-строительной академии, в архитектурно-строительных институтах Одессы, Самарканда, Горького, Фрунзе, Казани.
Один из крупнейших учёных в области градостроительной науки. В круг научных интересов входят теория современного градостроительства, методология градостроительного планирования, теория расселения, организация городского транспорта, оценка взаимосвязи социальных, демографических и экономических факторов в планировке крупных городов, зонирование промышленных районов и узлов. Участник решения основных технических и экономических проблем развития ряда городов, в том числе Москвы, Ленинграда, Харькова, Днепропетровска, Горького, Оренбурга, Донецка, Волгограда. Вёл большую работу по защите историко-архитектурного наследия и комфортной городской среды Москвы.

## Биография
Юрий Петрович Бочаров родился 4 мая 1926 года в Харькове.
В 1951 году окончил Московский архитектурный институт. С 1951 по 1955 год работал архитектором, а впоследствии старшим архитектором ГПИ «Горстройпроект».
В 1959 году защитил кандидатскую диссертацию на тему: «Вопросы планировки микрорайонов в связи с организацией движения пешеходов и транспорта», научным руководителем был Б. Р. Рубаненко.
С 1959 по 1961 год работал главным инженером проекта в НИИ экспериментального проектирования.
В 1962 году Юрий Бочаров был представителем Госстроя СССР в ЭКОСОС ООН (Нью-Йорк, США). С 1962 по 1969 год работал учёным секретарём ЦНИИЭП жилища, а с 1969 по 1972 год руководил Сектором жилой застройки ЦНИИЭП жилища.
В 1967 году защитил докторскую диссертации на тему: «Формирование планировочной структуры промышленных городов». С 1968 по 1972 год Ю. Бочаров был научным консультантом ОНИР ГИПРОНИИ АН СССР. В 1972 году был руководителем Советского раздела Международной выставки в Сантьяго, Чили.
С 1972 по 1982 год руководил Отделом планировки и застройки промышленных районов ЦНИИП градостроительства.
С 1983 по 1988 год был директором ЦНИИТИА, а с 1989 по 1991 год Юрий Бочаров был заместителем директора по науке ЦНИИП градостроительства. С 1987 по 1992 год был президентом Советского общества урбанистов (СОУ). С 1991 по 1996 год был советником Социально-экономического фонда им. Генри Джорджа. С
1992 по 1998 год был советником Министерства экономики России. С 1992 по 2000 год работал главным научным сотрудником ЦНИИП градостроительства. С 1993 по 2005 год был советником Экспертного совета при Москомархитектуре.
С 2000 по 2013 год преподавал на кафедре Городского строительства в МИКХиС (МГАКХиС) на должности профессора. В 2014—2017 — профессор-консультант МГСУ, с ноября 2017 и до последних дней — главный научный сотрудник ЦНИИП Минстроя России.
Скончался 1 сентября 2023 года в Москве на 98-м году жизни. Похоронен в Москве на Новодевичьем кладбище рядом с женой и её родителями (колумбарий, секция 136, место 2-2).

## Основные реализованные проекты
1. Павильон завода «Свет шахтёра», Харьков (1947—1948)[5]
2. Клуб Шинного завода, Ярославль (1949—1951)[5]
3. Жилые дома завода «Красный Октябрь», Волгоград (1951—1958)[5]
4. Планировка жилых кварталов в Краснооктябрьском районе Волгограда (в соавторстве с Хохряковым А. Н.; 1951—1958)[5]
5. Техническая станция завода «Красный Октябрь», Волгоград (в соавторстве с Штивелем Б. П.; 1952—1953)[5]
6. Жилые дома Тракторного завода, Волгоград (1952—1957)[5]
7. Гостиница завода «Красный Октябрь», Волгоград (в соавторстве с Штивелем Б. П.; 1953—1954)[5]
8. Малые формы и благоустройство жилых кварталов в Красноармейском районе, Волгоград (1953—1955)[5]
9. Два 5-этажных жилых дома завода «Красные баррикады», Волгоград (1953—1958)[5]
10. Стадион «Металлург» («Монолит») в Краснооктябрьском районе Волгограда.
11. Летний театр на 300 мест (в доме отдыха), Нижний Кастрополь, Крым (1953)[5]
12. Жилой квартал Нижний Кастрополь, Крым (1953—1955)[5]
13. Дом культуры Вагоностроительного завода Нижний Тагил (в соавторстве с Залесской О. М.; 1953—1956)[5]
14. Жилой посёлок треста «Сталинскпромстрой» (на 5 тыс. жит.), Новокузнецк (1953—1955)[5]
15. Жилой микрорайон на 10 тыс. жит. на Комсомольской пл. Новокузнецк (в соавторстве с Ермаковым Н. Н.; 1953—1956)[5]
16. Жилой квартал треста «Кузнецктяжстрой» (на 4 тыс. жителей), Новокузнецк (в соавторстве с Хохряковым А. Н.; 1953—1955)[5]
17. Планировка рабочего посёлка на 10 тыс. жителей пгт Редкино (в соавторстве с Ермаковым Н. Н. 1953—1957)[5]
18. Жилой дом 1-го Гос. Подшипникового завода, Москва (в соавторстве с. Розенбаум Э. Э. 1953—1956)[5]
19. Реконструкция интерьеров 14-го корпуса Кремля под нужды Президиума Верховного Совета СССР, Москва (в соавторстве с Шретер Е. Е. 1953—1956)[5]
20. Интерьеры Зала приёма иностранных послов Председателем ВС СССР в 14-м корпусе Кремля, Москва (в соавторстве с Селивановским С. П.; 1955—1956)[5]
21. Жилой дом ЗНИИПП Москва (1954—1958)[5]
22. Кухня-столовая Дома отдыха Совета Министров СССР «Сосны», пос. Успенское (в соавторстве с Богомоловым В. И.; 1954)[5]
23. Малые формы и благоустройство жилых кварталов, Темиртау (1954—1957)[5]
24. 5-эт. жилой дом, Бабушкин (1954—1958)[5]
25. Три жилых коттеджа, Алексин (1954)[5]
26. Два 2-эт. жилых дома, Алексин (в соавторстве с Сосниным Н. И.; 1954—1955)[5]
27. 5-эт. жилой дом с 9-эт. жилой вставкой в Тракторозаводском районе, Волгоград (1955—1959)[5]
28. Два 5-эт. жилых дома Химического комбината, Алексин (в соавторстве с Штивелем Б. П., Сосниным Н. И.; 1955—1956)[5]
29. Проект Генерального плана Пекина и первой очереди строительства, Пекин, Китай (в соавторстве с авторским коллективом Горстройпроекта; 1954—1955)[5]
30. Жилой посёлок треста «Сталинскпромстрой» (на 20 тыс. чел.), район Точилино, Новокузнецк (в соавторстве с Ермаковым Н. Н.; 1954—1956)[5]
31. 4-эт. жилой дом Паровозостроительного завода, Коломна (1955—1957)[5]
32. Жилой квартал Опытно-промышленной базы ВНИГИ, пгт Редкино (в соавторстве с Ермаковым Н. Н. и Хохряковым А. Н.; 1955)[5]
33. Монументальный трёхфигурный фонтан, Воркута (в соавторстве с Народицким Д. И.; 1958)[5]
34. Планировка города с населением 250 тыс. жителей, Большой Удуй (в соавторстве с Симбирцевым В. Н. и Маркусом Б. С.; 1960—1963)[5]
35. Планировка города на 80-100 тыс. жит. пгт Щербаков (в соавторстве с Симбирцевым В. Н. и Маркусом Б. С.; 1960—1963)[5]
36. Планировка города на 25-30 тыс. жителей; Тальменка (совместно с Симбирцевым В. Н.; 1960—1961)[5]
37. Проект планировки города на 180 тыс. жителей, Бельск (совместно с Маркусом Б. С. и Регамэ С. К.; 1960)[5]
38. Планировка города на 30 тыс. жителей, пгт Редкино (совместно с Маркусом Б. С. и Регамэ С. К.; 1961—1962)[5]
39. Планировка города на 500 тыс. жителей, пгт Ириклинский (совместно с Рубаненко Б. Р. и др.; 1962—1963)[5]
40. Планировка города-спутника Баку Дюбенды, Апшерон (в соавторстве с Регамэ С. К. и коллективом БакГипрогора; 1962—1964)[5]
41. Надгробие секретарю ЦК Казахстана И. Т. Тажиеву Москва, Новодевичье кладбище (в соавторстве со скульптором Вучетичем Е. В.; 1960)[5]
42. Генеральный план новой части Тольятти, Тольятти (в составе авторского коллектива ЦНИИЭП жилища и ЦНИИП градостроительства, рук. Рубаненко Б. Р., Шквариков В. А.; 1966—1977)[5]
43. ПДП района 1-й очереди строительства на 155 тыс. человек, Тольятти (в соавторстве с Рубаненко Б. Р., Шквариковым В. А. и др.; 1967—1971)[5]
44. Проект планировки Автоваза и предзаводской зоны на территории 600 га, Тольятти (в составе авторского коллектива под рук. Полякова В. Н. и Боттино В. 1968—1970)[5]
45. Сводный генеральный план сложившейся и новой части города Тольятти (в соавторстве с Рубаненко Б. Р., Шквариковым В. А., др. 1968—1972)[5]
46. Генеральный план г. Набережные Челны, Набережные Челны (в составе авторского коллектива ЦНИИЭП жилища и ЦНИИП градостроительства 1970—1972)[5]
47. Проект детальной планировки района 1-й очереди строительства, Набережные Челны (в соавторстве с Рубаненко Б. Р., Шквариковым В. А., и др.; 1971—1975)[5]
48. ТЭО Генерального плана г. Киева до 2000 года, Киев (в составе авторского коллектива Киевпроекта — Дёмин Н. М., Лишанский Е. Е., Левитан Я. Б., др.; 1980—1982)[5]
49. Реконструкция дачи в посёлке РАН, Новодарьино (1986—1988)[5]
50. Проект планировки микрорайона на 50 односемейных домов Форт-Уэрт, шт. Техас, США (1992)[5]
51. Жилой дом Арлингтон, шт. Техас, США (1992)[5]

## Награды
- Медаль РААСН «За полезные труды» (2021)
- Медаль Союза Архитекторов им. А.В. Щусева «За высокий профессионализм в архитектуре» (2016)
- Медаль Союза Архитекторов им. А.В. Иконникова «За выдающийся вклад в архитектурную науку»[5] (2006)
- Золотая медаль Российской академии художеств[5] (1998)
- Медаль «В память 850-летия Москвы»[5] (1997)
- Бронзовая медаль ВДНХ[5] (1971)
- Медаль «За доблестный труд. В ознаменование 100-летия со дня рождения В. И. Ленина»[5] (1970)
- Почётный архитектор России (с 2001)
- Стипендиат программы Фулбрайт (2003)

## Профессиональные членства
- Член Союза архитекторов СССР, России (с 1955)[5]
- Член Географического общества СССР (с 1965)[5]
- Член Государственной экспертной комиссии Госплана СССР (1975—1990)[5]
- Член Высшей аттестационной комиссии при Совете Министров СССР (1978—1989)[5]
- Член ISoCaRP (с 1990)[5]
- Член Ассоциации московских архитекторов (с 1992)[5]
- Член Редакционного совета журнала «Town Planning Review», Великобритания, Ливерпуль (1992—1997)[5]
- Академик РААСН, Отделение градостроительства, Москва (с 1994)[5]
- Почётный член Украинской академии архитектуры (с 1994)[5]
- Член-корреспондент Международной Академии архитектуры стран Востока (Баку; с 1995)[5]
- Академик Российской Академии художественной критики (с 2001)[5]

## Ученики
Подготовил 40 кандидатов наук, из которых 4 впоследствии стали докторами наук, 8 — профессорами.

### Научное руководство диссертаций
Под руководством Ю.П. Бочарова защитили диссертацию:
- Фрезинская Наталия Рахмиэлевна (1966)
- Станкевский Виктор Дмитриевич (1971)
- Гусейнов Фикрет Мовсумович (1973)
- Крогиус Владимир Ренэвич (1974)
- Раппапорт Александр Гербертович (1976)
- Шевердяева Нина Николаевна (1976)
- Бадалов Тамирлан Ага-Гусейн оглы (1976)
- Григорьева Наталия Юрьевна (1977)
- Базилевич Анатолий Михайлович (1978)
- Матвеев Владимир Дмитриевич (1979)
- Страшнова Людмила Фёдоровна (1979)
- Аникеев Валентин Васильевич (1980)
- Елизарова Людмила Владимировна (1982)
- Арустамян Арсен Арсенович (1983)
- Голубева Татьяна Петровна (1983)
- Сидоркова Лариса Фёдоровна (1983)
- Авазов Рахимжон Шамсиевич (1985)
- Аршба Заур Сократович (1985)
- Козлов Валерий Васильевич (1985)
- Ломаченко Владимир Петрович (1986)
- Мамедов Захид Анвер оглы (1986)
- Азизов Ага Салим Муса оглы (1986)
- Тонкой Игорь Васильевич (1987)
- Дацюк Ирина Владимировна (1988)
- Ковальчук Александр Петрович (1988)
- Карпов Сергей Васильевич (1990)
- Лупашку Валерий Михайлович (1993)
- Семёнова Ольга Сергеевна (2004)
- Глебушкина Людмила Владимировна (2012)

### Научная консультация диссертаций
- Тажиева Лоита Ибрагимовна (1965)
- Бояринов Александр Меркурьевич (1980)
- Ваддуге Диянанда (1982)
- Рахимов Джалалитдин Нуритдинович (1991)
- Сиренко Элина Анатольевна (2000)

## Избранные архитектурные конкурсы
- Автопансионат (типовой проект) (1951). Вторая премия
- Реконструкция театра «Аквариум» (1951)
- Памятник Зое Космодемьянской (в соавторстве со Шкловским Г. С.; 1956—1957)
- Памятник жертвам II мировой войны (в соавторстве с Народицким Д. И. и Штрассенмайером В.; 1958)
- Монумент Победы на Кутузовском проспекте (1986—1987)
- Конкурс на концепцию центра Бухареста (1996)
- Новое здание РААСН на Волхонке (1997)
- Генеральный план развития нового центра города Астаны — столицы республики Казахстан (1998)
- Реконструкция площади Крестьянской заставы (1999)
- Реконструкция с новым строительством Центрального Дома Художника и Государственной Третьяковской Галереи на Крымском Валу (2001)
- Концепции развития общественного пространства на территории бывшей гостиницы «Россия» (2012)

## Публикации
Опубликовал более 300 научных работ, в том числе 10 монографий; издал 35 научных работ, в том числе 3 монографии, за рубежом. Среди них:
1. Бочаров, Ю.П. В пространстве научного центра: условия труда учёных / Бочаров Ю. П., Фрезинская Н. Р., Сергеев К. И. // ACADEMIA. Архитектура и строительство. — 2022, № 1. — Стр. 104—114.
2. Бочаров, Ю.П. Наука в пространстве Москвы: истоки развития / Бочаров Ю. П., Фрезинская Н. Р., Сергеев К. И. // ACADEMIA. Архитектура и строительство. — 2022, № 4. — Стр. 80-90.
3. Бочаров, Ю.П. Наука, образование и производство в пространстве России / Бочаров Ю. П., Фрезинская Н. Р., Сергеев К. И.// Фундаментальные, поисковые и прикладные исследования РААСН по научному обеспечению развития архитектуры, градостроительства и строительной отрасли Российской Федерации в 2020 году. Сб. науч. тр. РААСН. Т. 1. — М.: Издательство АСВ, 2021. — С. 208—217.
4. Бочаров, Ю.П. Градостроительная организация науки в федеральных округах и регионах России / Бочаров Ю. П., Фрезинская Н. Р., Сергеев К. И. // Architecture and Modern Information Technologies. — 2021, № 3(56). — С. 228—246 [Электронный ресурс].
5. Bondarenko, I. The Contribution of the Soviet «Kinetic» Art of the 1960-s-1970-s to the Development of the Theory and Practice of Architectural Lightning Technology / Bondarenko I., Bocharov Yu., Mikheykin D. // Light & Engineering. — M., 2021, vol. 29, Number 4. — P. 55-63.
6. Бочаров, Ю. П. «Новосибирский научный центр: принципы пространственной организации» / Ю. П. Бочаров, А. П. Карпов, К. И. Сергеев, Н. Р. Фрезинская // Градостроительство, 2020, № 2 (66). — С. 1-9.
7. Бочаров, Ю. П. «Российская наука: территориальные проблемы развития» / Ю. П. Бочаров, Н. Р. Фрезинская, К. И. Сергеев // Academia, архитектура и строительство, 2020, № 4 — С. 50-57.
8. Бочаров, Ю. П. "Нереализованный потенциал крупных градостроительных проектов развития города Москвы и его влияние на формирование столицы России (к 100-летию передачи столичных функций) / Ю. П. Бочаров, С. Б. Ткаченко // Фундаментальные, поисковые и прикладные исследования РААСН по научному обеспечению развития архитектуры, градостроительства и строительной отрасли Российской Федерации в 2019 году. Сб. науч. тр. РААСН. Т. 1. — М.: Издательство АСВ, 2020. — С. 158—174.
9. Бочаров, Ю. П. Рецензия на монографию профессора В. В. Аникеева «Магистрали и мосты Владивостока. Идеи и решения» / Ю. П. Бочаров // Градостроительство, 2019, № 1 (59). — С. 77.
10. Бочаров, Ю. П. Формообразование Якова Чернихова — новое слово в архитектуре русского авангарда. Рецензия на монографию Я. Ю. Лисициной «Творческий метод архитектора-художника Я. Г. Чернихова» / Ю. П. Бочаров // Academia, архитектура и строительство, 2019, № 1. — С. 138—139.
11. Bocharov, Yu. INNOVATIVE ACTIVITIES AND TRANSFORMATION OF THE CITIES OF RUSSIA / Yu. Bocharov, N. Frezinskaya, K. Sergeev // Danish scientific journal DSJ # 22/2019, vol. 1. — P. 3-10.
12. Бочаров, Ю. П. Формирование столичных функций Москвы в планировочной структуре города с 1918 по 2018 год / Ю. П. Бочаров, C.Б. Ткаченко // Academia, архитектура и строительство, 2019, № 3. — С. 58-69.
13. Бочаров, Ю. П. Градопреобразующая роль инновационной деятельности / Ю. П. Бочаров, Н. Р. Фрезинская, К. И. Сергеев // Academia, архитектура и строительство, 2019, № 4. — С. 60-67.
14. Бочаров, Ю. П. Трансдисциплинарность как направление развития современного градостроительства / Ю. П. Бочаров, Н. А. Жеблиенок, М. А. Жеблиенок // Academia, архитектура и строительство, 2018, № 4. — С. 66-73.
15. Бочаров, Ю. П. Первые проекты политического центра столицы Советской России / Ю. П. Бочаров, C.Б. Ткаченко // Градостроительство, 2018, № 6. — С. 4-11.
16. Бочаров, Ю. П. Инновационная деятельность в регионах России / Ю. П. Бочаров, Н. Р. Фрезинская // Градостроительство, 2018, № 5 (57). — С. 2-10.
17. Бочаров, Ю. П. Приоритеты развития малоэтажной застройки в российском градостроительстве / Ю. П. Бочаров, З. К. Петрова // Фундаментальные, поисковые и прикладные исследования РААСН по научному обеспечению развития архитектуры, градостроительства и строительной отрасли Российской Федерации в 2017 году. Науч. труды РААСН, т. 1. — М.: АСВ, 2018. — С. 307—315.
18. Бочаров, Ю. П. Инновационная деятельность и её роль в развитии российских регионов / Ю. П. Бочаров, Н. Р. Фрезинская // Фундаментальные, поисковые и прикладные исследования РААСН по научному обеспечению развития архитектуры, градостроительства и строительной отрасли Российской Федерации в 2017 году. Науч. труды РААСН, т. 1. — М.: АСВ, 2018. — С. 316—323.
19. Бочаров Ю. П. О проблемах и альтернативах московской программы реновации / Ю. П. Бочаров // Градостроительные проблемы поволжских мегаполисов. Сб. статей под ред. Е. А. Ахмедовой и Т. В. Караковой. — Самара: СамГТУ, 2017. — С. 5-9.
20. Бочаров, Ю. П. Расселение и домохозяйство в России. Реализуется ли новая национальная идея? / Ю. П. Бочаров, М. Г. Меерович // Фундаментальные, поисковые и прикладные исследования РААСН по научному обеспечению развития архитектуры, градостроительства и строительной отрасли Российской Федерации в 2016 году. Науч. труды РААСН, т. 1. — М.: АСВ, 2017. — с. 267—277.
21. Бочаров, Ю. П. Проблемы пространственной консолидации науки и высшего образования / Ю. П. Бочаров, Н. Р. Фрезинская // Фундаментальные, поисковые и прикладные исследования РААСН по научному обеспечению развития архитектуры, градостроительства и строительной отрасли Российской Федерации в 2016 году. Науч. труды РААСН, т. 1. — М.: АСВ, 2017. — с. 278—287.
22. Бочаров, Ю. П. Теория градостроительства как система научных знаний в работах российских инженеров и архитекторов XX века / Ю. П. Бочаров, Н. Н. Жеблиенок, М. А. Жеблиенок // Architecture and Modern Information Technologies. — 2017. — № 4(41). — С. 219—230 .
23. Бочаров, Ю. П. О необоснованности решения тотального сноса пятиэтажной застройки в Москве (заметки к 90-летию попыток решить жилищную проблему в России / Ю. П. Бочаров, М. Г. Меерович // Градостроительство, 2017, № 2. — С. 46-52.
24. Бочаров, Ю. П. Архитектор Иосиф Каракис: от авангарда до постмодернизма. Рецензия на книгу Олега Юнакова «Архитектор Иосиф Каракис. Жизнь, творчество и судьба» / Ю. П. Бочаров, С. Б. Мержанов // Academia, архитектура и строительство, 2017, № 2. — С. 144—146.
25. Бочаров, Ю. П. Хрущёвки устарели лишь на 20 процентов. Интервью, беседовал К. Журенков / Коммерсантъ. Огонёк, 2017, № 20 (5466). — С. 19-20.
26. Бочаров, Ю. П. Особенности функционирования транспортно-коммуникационных коридоров в крупнейших городах и агломерациях / Ю. П. Бочаров, М. Л. Петрович, А. С. Баранов, др. // Фундаментальные, поисковые и прикладные исследования по научному обеспечению развития архитектуры, градостроительства и строительной отрасли Российской Федерации в 2015 году. Сб. науч. тр. РААСН. — М.: АСВ, 2016. — С. 154—160. Др. авт.: Мирская Н. И., Жеблиенок Н. Н.
27. Бочаров, Ю. П. Тенденции взаимосвязанного развития объектов науки и высшего образования в России / Ю. П. Бочаров, Н. Р. Фрезинская // Фундаментальные, поисковые и прикладные исследования по научному обеспечению развития архитектуры, градостроительства и строительной отрасли Российской Федерации в 2015 году. Сб. науч. тр. РААСН. — М.: АСВ, 2016. — С. 161—165.
28. Бочаров, Ю. П. Парламент России на окраине столицы / Ю. П. Бочаров, Э. А. Сиренко // Academia, архитектура и строительство — М., 2015, № 3. — С. 108—111.
29. Бочаров, Ю. П. О проблемах размещения Парламента России / Ю. П. Бочаров // Градостроительство. — М., 2015, № 3 (37). — С. 85-86.
30. Бочаров, Ю. П. Общественно-церемониальные пространства российских столиц / Ю. П. Бочаров, Э. А. Сиренко // Фундаментальные исследования РААСН по научному обеспечению развития архитектуры, градостроительства и строительной отрасли Российской Федерации в 2014 году. Сб. науч. тр. РААСН. — Москва — Курск: РААСН, 2015. — С. 244—253.
31. Бочаров, Ю. П. Пути пространственной организации отечественной науки / Ю. П. Бочаров, Н. Р. Фрезинская // Фундаментальные исследования РААСН по научному обеспечению развития архитектуры, градостроительства и строительной отрасли Российской Федерации в 2014 году. Сб. науч. тр. РААСН. — Москва — Курск: РААСН, 2015. — С. 254—264.
32. Бочаров, Ю. П. Гипотеза развития улично-дорожной сети в городском транспортно-коммуникационном коридоре / Ю. П. Бочаров, М. Л. Петрович, А. С. Баранов, др. // Биосферная совместимость: человек, регион, технологии. Мат-лы Общего собрания РААСН в г. Курск, 21-24 апр. 2015. — Курск, 2015, № 1 (9). — С. 3-15. Др. авт.: Жеблиенок М. А., Сабельникова Е. А., Шестернёва Н. Н.
33. Бочаров, Ю. П. Пути пространственной организации отечественной науки / Ю. П. Бочаров, Н. Р. Фрезинская // Academia, архитектура и строительство. — М., 2015, № 2. — С. 100—106.
34. Бочаров, Ю. П. О проблемах мегапроекта «Большая Москва» / Ю. П. Бочаров // Проект Россия. — М., 2015/1, № 75. — С. 35-37.
35. Бочаров, Ю. П. Конкурсная лихорадка на Москве-реке, или Река как зеркало московской урбанистики / Ю. П. Бочаров, Э. А. Сиренко // Проект Россия. — М., 2015/1, № 75. — С. 86-89.
36. Бочаров, Ю. П. Проблемы мегапроекта «Большая Москва» / Ю. П. Бочаров // Научное обозрение. — М., 2014, № 7. — С. 78-81.
37. Бочаров, Ю. П. Комплексная малоэтажная индустриальная жилая застройка экономкласса — главное стратегическое направление / Ю. П. Бочаров, З. К. Петрова // Проблемы и направления развития градостроительства: стратегия пространственного развития. Сб. докл. Межд. науч.-практ. конф. — М.: ФГБУ ЦНИИП Минстроя России, 2014. — С. 67-70.
38. Бочаров, Ю. П. Пространственная организация науки в Российской Федерации / Ю. П. Бочаров, Н. Р. Фрезинская // Проблемы и направления развития градостроительства: стратегия пространственного развития. Сб. докл. Межд. науч.-практ. конф. — М.: ФГБУ ЦНИИП Минстроя России, 2014. — С. 71-73.
39. Бочаров, Ю. П. Ультрамегапроект «Большая Москва» и геополитические риски России / Ю. П. Бочаров // Academia. Архитектура и строительство. — М., 2013, № 1. — С. 49-53.
40. Бочаров, Ю. П. Концепция создания малоэтажных жизнеобеспечивающих и комфортных поселений в проектно-строительной практике / Ю. П. Бочаров, З. К. Петрова // Вестник Волгоградского гос. арх.-стр. университета. Серия: Строительство и архитектура. Ч. 1. Города России. Проблемы проектирования и реализации. — Волгоград, 2013, вып. 31 (50). — С. 148—154.
41. Бочаров, Ю. П. Целесообразность создания интермодальных транспортных систем / Ю. П. Бочаров, М. Л. Петрович, А. С. Баранов // Вестник Волгоградского гос. арх.-стр. университета. Серия: Строительство и архитектура. Ч. 2. Строительные науки. — Волгоград, 2013, вып. 31 (50). — С. 425—429.
42. Бочаров, Ю. П. Ранжирование транспортно-пересадочных узлов городской интермодальной транспортной системы / Ю. П. Бочаров, М. Л. Петрович, А. С. Баранов // Вестник Волгоградского гос. арх.-стр. университета. Серия: Строительство и архитектура. Ч. 2. Строительные науки. — Волгоград, 2013, вып. 31 (50). — С. 430—436.
43. Блинкин, М. Я. О проекте перепланировки Ленинского проспекта (фрагмент меморандума) / М. Я. Блинкин, Ю. П. Бочаров, М. Я. Вильнер, др. // Московское наследие. — М., 2013, № 27. — С. 28-30. Др. авт.: Сиренко Э. А., Фрезинская Н. Р.
44. Бочаров, Ю. П. Проблемы реализации мегапроекта «Большая Москва» / Ю. П. Бочаров // Труды Межд. науч.-практ. конф. «Проблемы и направления развития градостроительства», ФГБУ ЦНИИП градостроительства РААСН. — М.: Перо, 2013. — С. 32-39.
45. Бочаров, Ю. П. Наука и образование в России: проблемы взаимосвязанного развития / Ю. П. Бочаров, Н. Р. Фрезинская // Труды Межд. науч.-практ. конф. «Проблемы и направления развития градостроительства», ФГБУ ЦНИИП градостроительства РААСН. — М.: Перо, 2013. — С. 39-44.
46. Бочаров, Ю. П. Проблемы проекта «Большая Москва» / Ю. П. Бочаров // Мат-лы Межд. науч.-практ. конф. «Проблемы и направления развития градостроительства». — М.: ФГБУ ЦНИИП градостроительства РААСН, 2013. — С. 29-31.
47. Бочаров, Ю. П. Транспортные коридоры как элементы сетевой модели развития города / Ю. П. Бочаров, М. Л. Петрович, А. С. Баранов, др. // Мат-лы Межд. науч.-практ. конф. «Проблемы и направления развития градостроительства». — М.: ФГБУ ЦНИИП градостроительства РААСН, 2013. — C. 32-35. Др. авт.: Жеблиенок М. А., Коротыч В. И., Резников И. Л.
48. Бочаров, Ю. П. Развитие взаимосвязи науки и образования в России / Ю. П. Бочаров, Н. Р. Фрезинская // Мат-лы Межд. науч.-практ. конф. «Проблемы и направления развития градостроительства». — М.: ФГБУ ЦНИИП градостроительства РААСН, 2013. — С. 36-37.
49. Бочаров, Ю. П. Ресурсосберегающие и экологические технологии жизнеобеспечения малоэтажной жилой застройки / Ю. П. Бочаров, З. К. Петрова // Фундаментальные исследования РААСН по научному обеспечению развития архитектуры, градостроительства и строительной отрасли Российской Федерации в 2012 году. Сб. науч. тр. РААСН. — Волгоград: ВолгГАСУ, 2013. — С. 440—444.
50. Бочаров, Ю. П. Ультра мегапроект «Большая Москва» и геополитические риски России / Ю. П. Бочаров // СЛОВО\WORD. — NY, 2013, № 77. — С. 163—166.
51. Бочаров, Ю. П. Общественные пространства Москвы в условиях становления гражданского общества / Ю. П. Бочаров, Э. А. Сиренко // Academia. Архитектура и строительство. — М., 2012, № 2. — С. 101—105.
52. Бочаров, Ю. П. В Москве нет места для демократии / Ю. П. Бочаров, Э. А. Сиренко // Проект Россия. — М., 2012/1, № 63. — С. 8-12.
53. Бочаров, Ю. П. Стратегия тесной политики / Ю. П. Бочаров, Э. А. Сиренко // Коммерсант-Власть, 2012, № 10. — С. 24-26.
54. Бочаров, Ю. П. О Столичном федеральном округе / Ю. П. Бочаров, Э. А. Сиренко // Архитектурный вестник. — М., 2012, № 1. — С. 45.
55. Бочаров, Ю. П. В Москве нет места для демократии / Ю. П. Бочаров, Э. А. Сиренко // СЛОВО\WORD. — NY, 2012, № 73. — С. 35-41.
56. Бочаров, Ю. П. Интермодальные транспортные системы / Ю. П. Бочаров, М. Л. Петрович, А. Ю. Михайлов, др. // Преобразование транспортно-коммуникационных пространств городов. Санкт-Петербург. Площадь Балтийского вокзала. Сб. материалов 2-й межд. науч.-практ. конф. СПб. гос. арх.-стр. университет, Нац. Гильдия градостроителей, Лаборатория градопланирования. — СПб., 2012. — С. 116—119. Др. авт.: Баранов А. С.
57. Бочаров, Ю. П. Проблемы развития Москвы как столицы федерации / Ю. П. Бочаров, Э. А. Сиренко // Academia. Архитектура и строительство. — М., 2011, № 4. — С. 75-79.
58. Бочаров, Ю. П. Градостроительное развитие центров Законодательной, Исполнительной и Судебной власти / Ю. П. Бочаров, Э. А. Сиренко // Фундаментальные исследования РААСН по научному обеспечению развития архитектуры, градостроительства и строительной отрасли Российской Федерации в 2010 году. Сб. науч. тр. РААСН. — Москва — Орёл: РААСН, 2011. — С. 13-17.
59. Бочаров, Ю. П. Междисциплинарное обучение градостроителей в Сибири / Ю. П. Бочаров // Фундаментальные исследования РААСН по научному обеспечению развития архитектуры, градостроительства и строительной отрасли Российской Федерации в 2010 году. Сб. науч. тр. РААСН. — Москва — Орёл: РААСН, 2011. — С. 86-90.
60. Бочаров. Ю. П. О соблюдении интересов Российской Федерации в Генеральном плане Москвы / Ю. П. Бочаров / СЛОВО\WORD. — NY, 2011, № 69. — С. 105—107.
61. Бочаров, Ю. П. О соблюдении интересов Российской Федерации в Генеральном плане Москвы. Письмо Председателю Правительства РФ В. В. Путину / Ю. П. Бочаров // Academia. Архитектура и строительство. — М., 2010, № 4. — С. 4-6.
62. Бочаров, Ю. П. Проблемы подготовки градостроителей с учётом инженерно-транспортной инфраструктуры / Ю. П. Бочаров, В. П. Ковалевский // Актуальные проблемы развития жилищно-коммунального хозяйства городов и населённых пунктов. Мат-лы Девятой межд. науч.-практ. конф., 30 мая — 06 июня 2010, Москва, София, Кавала. — М.: МГАКХиС, 2010. — С. 60-66.
63. Бочаров, Ю. П. О восстановлении прав федеральных властей и ликвидации монополии мэрии на развитие столицы России. Письмо Президенту Российской Федерации Д. А. Медведеву / Ю. П. Бочаров // Academia. Архитектура и строительство. — М., 2009, № 4. — С. 4-5.
64. Бочаров, Ю. П. Мировой центр развлечений и виртуального туризма Лас-Вегас / Ю. П. Бочаров // Academia. Архитектура и строительство. — М., 2009, № 4. — С. 46-50.
65. Бочаров, Ю. П. К возрождению профессионального градостроения в России / Ю. П. Бочаров // Эл. журн. «Демоскоп Weekly», 2009, № 363—364, 2-15 февр.
66. Бочаров, Ю. П. Обучение градостроителей в Байкальском университете / Ю. П. Бочаров, М. С. Шумилов // Мат-лы Седьмой межд. науч.-практ. конф. «Развитие жилищной сферы городов». — М.: МГАКХиС, 2009. — С. 277—280.
67. Бочаров, Ю. П. Рекомендации по модернизации транспортных систем городов. МДС 30-2-2008 / Ю. П. Бочаров — рук. темы, А. А. Агасьянц, З. В. Азаренкова, др. ЦНИИП градостроительства РААСН. — М.: ОАО «ЦПП», 2008. — 72 с. Др. авт.: Семёнова О. С., Пышкин Н. С.
68. Бочаров, Ю. П. О двух концепциях подготовки градостроителей / Ю. П. Бочаров // Мат-лы Межд. науч. конф. «Инновационные методы и технологии в высшем архитектурном образовании». — Самара: СГАСУ, 2008. — С. 65-72.
69. Юсин Г. С. О двух подходах к обучению градостроителей / Г. С. Юсин, Д. Ю. Ломакина, Ю. П. Бочаров, др. // Фундаментальные и приоритетные прикладные исследования РААСН по научному обеспечению развития архитектуры, градостроительства и строительной отрасли Российской Федерации в 2007 году. Сб. науч. тр. РААСН. — Москва — Белгород, 2008, т. 1. — С. 108—118. Др. авт.: Шумилов М. С.
70. Бочаров, Ю. П. Концепция обучения градостроителей в условиях очно-заочного вуза / Ю. П. Бочаров, М. С. Шумилов // Проблемы и перспективы развития жилищно-коммунального комплекса города. Мат-лы Шестой межд. науч.-практ. конф., 1-4 апр. 2008, т. I. — М.: МИКХиС, 2008. — С. 243—245.
71. Бочаров, Ю. П. О подготовке магистров градостроительства за рубежом / Ю. П. Бочаров, М. С. Шумилов // Мат-лы Всерос. науч.-практ. конф. «Научно-методические основы двухуровневой системы образования (состояние, перспективы развития)». — М.: МИКХиС, 2008. — С. 22-26.
72. Бочаров, Ю. П. Проблемы доступности жилища для населения России / Ю. П. Бочаров // Устойчивое развитие городов и новации жилищно-коммунального комплекса. Мат-лы Пятой межд. науч.-практ. конф., 4-7 апр. 2007, Т. I. — М.: МИКХиС, 2007. — С. 52-56.
73. Бочаров, Ю. П. От квадратных метров к дому на собственной земле / Ю. П. Бочаров, З. К. Петрова // Academia. Архитектура и строительство. — М., 2007, № 3. — С. 6-11.
74. Бочаров, Ю. П. Николай Милютин / Ю. П. Бочаров, С. О. Хан-Магомедов. Серия: Творцы русского классического художественного авангарда. — М: Архитектура-С, 2007. — 80 с.
75. Бочаров, Ю. П. Доступно ли комфортное жильё россиянам? / Ю. П. Бочаров // Проект Россия. — М., 2007/2, № 44. — С. 173—176.
76. Бочаров, Ю. П. Подготовка магистров градостроительства (с учётом опыта США) / Ю. П. Бочаров, М. С. Шумилов // Сб. науч. тр. ЦНИИП градостроительства РААСН. — М., 2007.
77. Бочаров Ю. П. Максимальная приемлемая для человека высота — высота дерева / Ю. П. Бочаров // Коммерсант — Ъ. Прил. Business Guide, 10.05.2007.
78. Бочаров, Ю. П. О доступности жилья в регионах России / Ю. П. Бочаров // Academia. Архитектура и строительство. — М., 2006, № 4. — С. 12-15.
79. Бочаров, Ю. П. Актуальные проблемы застройки столицы / Ю. П. Бочаров, М. С. Шумилов // Город и экологическая реконструкция жилищно-коммунального комплекса XXI века. Проблемы устойчивого развития городов. Мат-лы Четвёртой межд. науч.-практ. конф. — М.: МИКХиС, 2006. — С. 22-25.
80. Бочаров, Ю. П. О подготовке дипломированных планировщиков и инженеров градостроительного профиля / Ю. П. Бочаров, М. С. Шумилов // Градостроительство в век информатизации. Сб. науч. тр. Отделения градостроительства РААСН. — М., 2006. — С. 188—193.
81. Панова, Л. И. Вертикальная планировка городских территорий. Методические указания к практическим занятиям / Л. И. Панова, Ю. П. Бочаров. —Братск: Братский государственный университет, 2005. — 62 с.
82. Бочаров, Ю. П. Трансформация столицы от Ленина до Путина / Ю. П. Бочаров // Academia. Архитектура и строительство. — М., 2005, № 2. — С. 20-25.
83. Бочаров, Ю. П. Москва: на пути от авторитаризма к демократии / Ю. П. Бочаров // Проект Россия. — М., 2005/4, № 38. — С. 156—160.
84. Бочаров, Ю. П. Смена вех. Что такое архитектурная политика эпохи Путина? / Ю. П. Бочаров // Политический журнал. — М., 2005, № 38 (89). — С. 54-57.
85. Бочаров, Ю. П. Столица нашей страны не имеет лица и выражения / Ю. П. Бочаров // Известия, 2005, № 57 (06.04.2005). — С. 12.
86. Бочаров, Ю. П. Политика в камне. Архитектура столицы как фасад государственного строя / Ю. П. Бочаров // Новый очевидец. — М., 2004, № 11. — С. 36-41.
87. Бочаров, Ю. П. Подготовка дипломированных планировщиков в России / Ю. П. Бочаров // Городское управление. — М., 2003, № 3. — С. 39-42.
88. Бочаров, Ю. П. Градостроительное образование: современный взгляд на проблему / Ю. П. Бочаров // Новые тенденции в высшем образовании в области искусства, архитектуры и дизайна. Межвуз. сб. науч. тр. — Самара: СамГАСА, 2003. — С. 55-61.
89. Бочаров, Ю. П. Москва — столица нашей мэрии / Ю. П. Бочаров // Политический журнал. — М., 2003, № 2. — С. 74-75.
90. Бочаров, Ю. П. «Москва-Сити» откроет столичный центр для простых людей / Ю. П. Бочаров // Коммерсант-Власть, 2002, № 2 (455). — С. 25.
91. Бочаров, Ю. П. О государственном статусе столицы России / Ю. П. Бочаров // Справочник «Единый художественный рейтинг. Архитектура». — М.: Алев-В, 2002/2, вып. 6 А. — С. 39-44.
92. Семёнова, О. С. Влияние автостоянок на организацию жилых территорий при формировании кондоминиумов / О. С. Семёнова, Ю. П. Бочаров // Мат-лы науч.-практ. конф., посв. сорокалетию кафедры Городского строительства «Проблемы модернизации застройки и обновления жилой среды городов». — М.: МИКХиС, 2002.
93. Бочаров, Ю. П. Политическое содержание генпланов Москвы в XX веке / Ю. П. Бочаров // Градостроительство России XXI века. Сб. науч. статей РААСН. — М., 2001. — С. 115—118.
94. Бочаров, Ю. П. Стенограмма доклада / Ю. П. Бочаров // Мат-лы Всерос. конф. «Градостроительная практика на современном этапе». — М.: Госстрой России, 15.06.2001. — С. 71-74.
95. Бочаров, Ю. П. Стенограмма выступления на конф. СА России «Градостроительство России — итоги и проблемы XX века. Прогнозы на XXI век» / Ю. П. Бочаров // Городское управление. — М., 2001, № 9. — С. 42-44.
96. Бочаров, Ю. П. Что делать с пятиэтажками? / Ю. П. Бочаров, Н. Н. Шилов // Жилищное строительство. — М., 2001, № 3. — С. 18-19.
97. Бочаров, Ю. П. Стенограмма доклада / Ю. П. Бочаров // Мат-лы Всерос. конф. «Перспективы развития градостроительства в России. Национальная градостроительная доктрина». — М.: Госстрой России, 15.02.2001. — С. 35-40.
98. Бочаров, Ю. П. Локализация властных структур Москвы. Дискуссионные заметки / Ю. П. Бочаров // Городское управление. — М., 2000, № 3. — С. 39-41.
99. Бочаров, Ю. П. Будущее генплана Москвы под вопросом / Ю. П. Бочаров // Городское управление. — М., 2000, № 3. — С. 42-44.
100. Бочаров, Ю. П. Москва — столица нашей мэрии / Ю. П. Бочаров // Коммерсант-Власть, 2000, № 35 (386). — С. 5-9.
101. Бочаров, Ю. П. От Ленина до Лужкова / Ю. П. Бочаров // КоммерсантВласть, 2000, № 35 (386). — С. 10-12.
102. Бочаров, Ю. П. Архитектура как застывшая политика / Ю. П. Бочаров // Коммерсант-Власть, 2000, № 35 (386). — С. 13.
103. Бочаров, Ю. П. Снос проводился с чрезвычайной поспешностью (раздел — Письма «Власти») / Ю. П. Бочаров // Коммерсант-Власть, 2000, № 22 (373). — С. 56.
104. Бочаров, Ю. П. Война хижинам / Ю. П. Бочаров // Коммерсант-Власть, 2000, № 13 (364). — С. 16-18.
105. Бочаров, Ю. П. Новейший миф столицы / Ю. П. Бочаров // Градостроительство России в XXI веке. Тез. выст. на Общем собрании РААСН в СанктПетербурге. — СПб., 2000. — С. 14-15.
106. Бочаров, Ю. П. Центры власти в пространстве Москвы / Ю. П. Бочаров, Э. А. Сиренко // Архитектура в истории русской культуры. Вып. 4. Власть и творчество. — М.: Эра, 1999. — С. 54-60.
107. Бочаров, Ю. П. О противоречиях Генплана Москвы до 2020 года / Ю. П. Бочаров // Городское управление. — М., 1999, № 5. — С. 50-52.
108. Бочаров, Ю. П. Политический имидж современной Москвы / Ю. П. Бочаров // Архитектор и историческая городская среда. — М.: РААСН, 1999. — С. 82-88.
109. Бочаров, Ю. П. В Москве будет очень тесно. У столицы нет достойного будущего / Ю. П. Бочаров // Газета «Сегодня», 1999, № 285 (17 дек.). — С. 6.
110. Бочаров, Ю. П. Преобразование планировки Москвы по Генеральному плану 1935 г. / Ю. П. Бочаров, Э. А. Сиренко // Архитектура в истории русской культуры. Вып. 2. Столичный город. — М.: УРСС, 1998. — С. 264—276.
111. Бочаров, Ю. П. Political Myths and the Alteration of Moscow / Yuri P. Bocharov // Cities, Great Britain, 1998, Vol. 15 № 5. — Р. 375—379.
112. Бочаров, Ю. П. Политические мифы и архитектура: Москва 1918—1997 / Ю. П. Бочаров // Сучаснi проблеми архітектури та містобудування. Науковотехнічний збірник. Випуск 3 (спеціальний). Планувальний розвиток міст i територій. — Київ: КДТУБА, 1998. — С. 28-34.
113. Броновицкая, Н. Н. Москва— столица советской России / Н. Н. Броновицкая, Ю. П. Бочаров // Москва. 850 лет. Юбилейное издание в 2 т. Том II. (на рус. и англ. яз.). — М.: Московские учебники, 1997. — С. 61-63.
114. Броновицкая, Н. Н. План «Новая Москва» / Н. Н. Броновицкая, Ю. П. Бочаров, Н. Д. Глущенко // Москва. 850 лет. Юбилейное издание в 2 т. Том II. (на рус. и англ. яз.). — М.: Московские учебники, 1997. — С. 69-73.
115. Броновицкая, Н. Н. План «Большая Москва» / Н. Н. Броновицкая, Ю. П. Бочаров, Н. Д. Глущенко // Москва. 850 лет. Юбилейное издание в 2 т. Том II. (на рус. и англ. яз.). — М.: Московские учебники, 1997. — С. 75-76.
116. Бочаров, Ю. П. Генеральный план реконструкции Москвы 1935 г. / Ю. П. Бочаров // Москва. 850 лет. Юбилейное издание в 2 т. Том II. (на рус. и англ. яз.). — М.: Московские учебники, 1997. — С. 96-113.
117. Бочаров, Ю. П. Первые шаги реконструкции / Ю. П. Бочаров, Н. Д. Глущенко // Москва. 850 лет. Юбилейное издание в 2 т. Том II. (на рус. и англ. яз.). — М.: Московские учебники, 1997. — С. 113—118.
118. Бочаров, Ю. П. Развитие столичного центра и конкурс 1967 года / Ю. П. Бочаров, И. Г. Лежава // Москва. 850 лет. Юбилейное издание в 2 т. Том II. (на рус. и англ. яз.). — М.: Московские учебники, 1997. — С. 145—148.
119. Бочаров, Ю. П. Политические мифы и архитектура столицы / Ю. П. Бочаров // Архитектура и строительство Москвы, 1997, № 3. — С. 39-44.
120. Бочаров, Ю. П. Уроки генерального плана 1935 г. / Ю. П. Бочаров // Проблемы реконструкции городов России (научные основы градостроительной политики на современном этапе). Тез. докл. на IV годичной сессии Общего собр. РААСН. — М., 1997. — С. 45-48.
121. Бочаров, Ю. П. Американский опыт в области градостроительства. Проблемы малых городов / Ю. П. Бочаров // Мат-лы Первой рос. рег. конф. «Развитие малых городов центрально-чернозёмного региона». — Воронеж: Воронежск. гос. арх.-стр. акад., 1996. — С. 56-57.
122. Бочаров, Ю. П. Проблемы формирования градостроительной политики / Ю. П. Бочаров // Градостроительство: Респ. межвед. науч.-тех. сб. — Киев: НИПИ градостроительства, 1992, вып. 44. — С. 3-6.
123. Yuri Bocharov. Comment on «Soviet new towns, planning and national urban policy» / Yuri Bocharov // Town and Planning Review, Great Britain, 1991, vol. 62, № 3. — Р. 365—368.
124. Бочаров, Ю. П. The problems of urbo-ecology in the USSR under perestroika / Yuri Bocharov // Town and Planning Review, Great Britain, 1991, vol. 62, № 2. — Р. 151—152.
125. Бочаров, Ю. П. The Architect-Developer Relationship in the CIS (1918—1990) / Yuri Bocharov // HABITAT INTL, Great Britain, 1991, vol. 15, № 4. — Р. 125—130.
126. Бочаров, Ю. П. Тенденция развития второго жилища в СССР / Ю. П. Бочаров, З. З. Зиятдинов // Жилищное строительство. — М., 1991, № 3 (399). — С. 6-8.
127. Бочаров, Ю. П. Принц Чарльз ниспровергает (рецензия на кн.: HRH the Prince of Wales «A Vision of Britain. A personal view of architecture» / Ю. П. Бочаров // Архитектура (прил. к Строительной газете), 1991, № 1-2. — С. 10.
128. Бочаров, Ю. П. Игра с пирамидой, или Пути городского развития Востока и Запада / Ю. П. Бочаров, Л. У. Молдавская // Сб. науч. трудов ВНИИСИ. — М., 1991, № 3. — С. 81-86.
129. Yu. Bocharov. The second dwelling in the USSR: trends and problems / Yu. Bocharov, Z. Ziatdinov // Desarrollos de segunda residencia. Coloquio internacional. United Nations Economic Commission for Europe, Palma de Mallorca, Spain, and Planning Review, Great Britain, 1990. — Р. 367—371.
130. Бочаров, Ю. П. Metamorphosis of Architecture and planning in the USSR / Yu. Bocharov // Journal of the faculty of architecture, Middle East Technical University. — Ankara, Turkey, 1989, Vol. 9, № 1.
131. Бочаров, Ю. П. Метаморфозы архитектурно-строительного комплекса / Ю. П. Бочаров // Архитектура СССР, 1989, № 3. — С. 8-15.
132. Бочаров, Ю. П. The changing architect-developer relationship / Yu. Bocharov // Town and Country Planning, London, Great Britain, July/August, 1989, v. 59, № 7/8.
133. Посохин, М. В. Архитектура окружающей среды / М. В. Посохин, под ред. Ю. П. Бочарова. — М.: Стройиздат, 1989. — 248 с.
134. Бочаров, Ю. П. Пути решения жилищной проблемы / Ю. П. Бочаров // Жилищное строительство. — М., 1988, № 2. — С. 2-4.
135. Бочаров, Ю. П. Посторонним вход воспрещён / Ю. П. Бочаров // Архитектура (прил. к Строительной газете), 1988, № 6 (670). — С. 1-2.
136. Бочаров, Ю. П. Стенограмма выступления на VIII Съезде архитекторов СССР / Ю. П. Бочаров // Архитектура СССР, 1988, № 1. — С. 16.
137. Бочаров, Ю. П. Производство и пространственная организация городов / Ю. П. Бочаров, Г. И. Фильваров. — М.: Стройиздат, 1987. — 256 с.
138. Бочаров, Ю. П. Архитектура СССР: 1917—1987 / Ю. П. Бочаров, Н. Ф. Гуляницкий, М. И. Астафьева-Длугач, др. — М.: Стройиздат, 1987. — 552 с. Др. авт.: Волчок Ю. П., Журавлёв А. М., Рябушин А. В., Игнатьева Л. К.
139. Бочаров, Ю. П. Проблемы развития архитектурной критики в СССР / Ю. П. Бочаров // Сб. науч. тр. ЦНИИТИА «Новое в архитектуре». — М.: Стройиздат, 1987. — С. 217—218.
140. Бочаров, Ю. П. Творческий потенциал молодых зодчих / Ю. П. Бочаров // Сб. науч. тр. ЦНИИТИА «Год архитектуры». К VIII Съезду Союза Архитекторов СССР. — М.: Стройиздат, 1987. — С. 262—264.
141. Бочаров, Ю. П. Международные проблемы разработки градостроительных программ (Глава 20) / Ю. П. Бочаров, А. М. Лола // Программно-целевое планирование развития городов и регионов. — Л.: Наука, 1987. — С. 189—195.
142. Бочаров, Ю. П. Архитектура и градостроительство как фактор ускорения развития страны / Ю. П. Бочаров, М. В. Борщевский // Сб. науч. тр. «Общество, архитектура и научно-технический прогресс». — М.: ЦНИИП градостроительства, 1987. — С. 5-7.
143. Бочаров, Ю. П. Стенограмма выступления. Одиннадцать мнений об архитектуре. После VIII Съезда Союза Архитекторов СССР / Ю. П. Бочаров // Архитектура и строительство Москвы, 1987, № 9. — С. 3-4.
144. Бочаров, Ю. П. Экологическое знание в системе городского планирования / Ю. П. Бочаров, Б. М. Кедров // Города и экология. Сб. докл. межд. совещ. по экологическому подходу к планированию городов. Т. 1. — М.: Наука, 1987. — С. 12-17.
145. Бочаров, Ю. П. Развитие нормативной базы архитектурно-градостроительного проектирования / Ю. П. Бочаров, Г. И. Фильваров // Проектирование и инженерные изыскания. — М.: Стройиздат, 1987, № 6. — С. 19-21.
146. Бочаров, Ю. П. Архитектурная бионика — синтез архитектуры и живой природы / Ю. П. Бочаров, Ю. С. Лебедев // Тез. докл. и сообщ. науч. симпоз. «Человек, среда, рекреация». — Рига, 1987. — С. 157—158.
147. Бочаров, Ю. П. Задачи архитектурно-градостроительной науки в свете актуальных проблем практики / Ю. П. Бочаров, Г. Ю. Сомов // Известия ВУЗов. Строительство и архитектура. — Новосибирск, 1987, т. 4. — С. 45-53.
148. Бочаров, Ю. П. Развитие управления архитектурно-строительным комплексом / Ю. П. Бочаров // Тез. докл. VI Респ. науч. конф. по проблемам культуры и искусства Армении, Ереван 2-4 июня 1987. — Ереван: АН АССР, 1987. — С. 94-97.
149. Бочаров, Ю. П. Стенограмма выступления. К XVI конгрессу МСА / Ю. П. Бочаров // Архитектура СССР, 1987, № 3. — С. 14-15.
150. Бочаров, Ю. П. Программа на вырост / Ю. П. Бочаров // Архитектура (прил. к Строительной газете), 1987, № 21 (661). — С. 2.
151. Бочаров, Ю. П. Когда теория вернёт долги? ЦНИИТИА на путях перестройки / Ю. П. Бочаров // Архитектура (прил. к Строительной газете), 21 сент. 1986, № 19. — С. 6.
152. Бочаров, Ю. П. Проблемные Советы и комиссии правления СА СССР: 1981—1986 / Ю. П. Бочаров // Архитектура СССР, 1986, № 4. — С. 18-19.
153. Бочаров, Ю. П. Проектирование в строительном комплексе / Ю. П. Бочаров // Коммунист. — М.: Правда, 1986, № 3. — С. 66-67.
154. Бочаров, Ю. П. Организация системы мест приложения труда в городах ГДР / Ю. П. Бочаров, Н. Н. Шевердяева // Промышленное строительство. — М., 1986, № 7. — С. 24-26.
155. Бочаров, Ю. П. Повышать качество и авторитет проектов / Ю. П. Бочаров // Моспроектовец, 14 марта 1986, № 11. — С. 2.
156. Бочаров, Ю. П. Предисловие к кн. «Василий Симбирцев» / Ю. П. Бочаров // А. М. Журавлёв, Ю. Л. Косенкова «Василий Симбирцев», под науч. ред. Ю. П. Бочарова. Серия: Народные архитекторы СССР. — М.: Стройиздат, 1986. — С. 5-7. — 189 с.
157. Бочаров, Ю. П. Градостроительное проектирование в условиях научно-технического прогресса / Ю. П. Бочаров, Н. М. Дёмин // Архитектура СССР, 1986, № 3. — С. 20-25.
158. Бочаров, Ю. П. Жилой район Крылатское. Градостроительный эксперимент / Ю. П. Бочаров // Архитектура СССР, 1986, № 2. — С. 39-40.
159. Бочаров, Ю. П. Три аспекта метода / Ю. П. Бочаров, А. П. Мардер // Архитектура (прил. к Строительной газете), 1986, № 7 (621). — С. 6.
160. Бочаров, Ю. П. Архитектура общества социальной справедливости / Ю. П. Бочаров // Архитектура (прил. к Строительной газете), 1986, № 1. — С. 1-2.
161. Бочаров, Ю. П. Градостроительные проблемы формирования производственных зон / Ю. П. Бочаров, Н. Н. Шевердяева // Архитектура СССР, 1985, № 1. — С. 14-17.
162. Былинкин Н. П. Современная советская архитектура. 1955—1980 гг. Учебник для ВУЗов / Н. П. Былинкин, А. М. Журавлёв, И. В. Шишкина, др. — М.: Стройиздат, 1985. — 224 с. Др. авт.: Калмыкова В. Н., Рябушин А. В., Блохин В. В., Бочаров Ю. П.
163. Бочаров, Ю. П. Этапы развития архитектурной профессии / Ю. П. Бочаров // Четвёртый межд. симпозиум по армянскому искусству. Ереван, 11-17 сент. 1985. Тез. докл. — Ереван, 1985. — С. 55-57.
164. Бочаров, Ю. П. Города-герои / Ю. П. Бочаров, Ю. Л. Косенкова // 40 лет Великой Победы. Архитектура. Каталог выставки ЦНИИТИА-ГНИМА. — М.: Стройиздат, 1985. — С. 94-97.
165. Бочаров, Ю. П. Города-герои / Ю. П. Бочаров, Ю. Л. Косенкова // Архитектура (прил. к Строительной газете), 1985, № 3. — С. 4-5.
166. Бочаров, Ю. П. Региональные проблемы использования памятников архитектуры / Ю. П. Бочаров, А. С. Щенков // Проблемы охраны и современного использования памятников архитектуры. Тез. докл. коллоквиума ИКОМОС. — Таллин, 4-7 июня 1985. — С. 27-29.
167. Бочаров, Ю. П. Архитектура и общество / Ю. П. Бочаров // Архитектура СССР, 1984, № 5. — С. 24-27.
168. Бочаров, Ю. П. Формирование промышленного узла и промышленнокоммунальной зоны. Прил. 6. Перечень промышленных и коммунальноскладских предприятий города (посёлка) на базе АЭС мощностью 6000 Мвт. Прил. 7. Расчётные показатели складских объектов, размещаемых в городах и посёлках АЭС / Ю. П. Бочаров, П. Ф. Сергеичев // Руководство по проектированию городов и посёлков АЭС. ЦНИИП градостроительства. — М.: Стройиздат, 1984. — С. 53-65, 147—150, 151—152.
169. Бочаров, Ю. П. Введение к кн. «Теоретические основы советской архитектуры» / Ю. П. Бочаров, А. В. Рябушин // Теоретические основы советской архитектуры. — М.: Стройиздат, 1984. — С. 5-15.
170. Бочаров, Ю. П. Значение творчества Т. Тораманяна в изучении армянского зодчества / Ю. П. Бочаров // Проблемы архитектуры Армении. Тез. докл. II респ. науч. конф., посв. 120-летию Тороса Тораманяна. Ереван — Ленинакан, 22-25 окт. 1984. — Ереван, 1984. — С. 71-72.
171. Бочаров, Ю. П. Высокая миссия зодчества. Вехи развития советской социалистической архитектуры / Ю. П. Бочаров // Архитектура (прил. к Строительной газете), 1984, № 17. — С. 4-6.
172. Yu.P. Bocharov. Multifunctional Evaluation of the Socioeconomic Potential of Cities and Towns: the Settlement System of Western Kazakhstan / Yu.P. Bocharov, G.I. Filvarov. International Institute for Applied Systems Analysis. — Laxenburg, Austria, 1983, CP-83-14. — 12 p.
173. Бочаров, Ю. П. Рекомендации по формированию производственных зон городов / Ю. П. Бочаров, Н. Н. Шевердяева, др. —М.: ЦНИИП градостроительства, 1983. — 53 с.
174. Бочаров, Ю. П. Градостроительство и экономия энергоресурсов / Ю. П. Бочаров, В. П. Крыжановский, Г. И. Фильваров // Архитектура СССР, 1983, № 12. — С. 47-49, 60.
175. Бочаров, Ю. П. Взаимодействие экономических и социальных факторов развития населённых мест / Ю. П. Бочаров, Г. И. Фильваров // Достижения и перспективы. Региональные системы, № 2. — М.: МЦНТИ, Ком. по системному анализу, 1983. — С. 80-86.
176. Бочаров, Ю. П. Стенограмма выступления в прениях на 5 пленуме Правления СА СССР / Ю. П. Бочаров // Проблемы архитектурной композиции в условиях массового строительства: 5 пленум Правления СА СССР, Алма-Ата, 12 мая 1983 г. — М., 1983. — С. 74-78.
177. Бочаров, Ю. П. Руководство по проектированию промышленнокоммунальных зон в городах / Ю. П. Бочаров, Н. Н. Ким, А. А. Дубсон и др. — М.: Стройиздат, 1982. — 104 с. Др. авт.: Гончар В. В.
178. Бочаров, Ю. П. Социально-экономическое развитие крупного города как объект имитационного моделирования / Ю. П. Бочаров, Н. М. Дёмин, Р. В. Заец, др. — Киев: Институт кибернетики АН УССР, 1982. — 25 с. Др. авт.: Колчанов В. Л.
179. Бочаров, Ю. П. Проблемы пространственного развития столичного центра / Ю. П. Бочаров, Р. М. Гаряев // Архитектура СССР, 1982, № 1. — С. 14-18.
180. Бочаров, Ю. П. Совершенствование планирования и проектирования экономической базы городов / Ю. П. Бочаров, В. А. Щеглов // Сб. науч. тр. «Формирование системы мест приложения труда в крупных городах». — М.: ЦНИИП градостроительства, 1982. — С. 6-16.
181. Бочаров, Ю. П. Многомерная оценка социально-производственного потенциала поселений Западного Казахстана / Ю. П. Бочаров, Г. И. Фильваров // Достижения и перспективы, вып. 26. Города и системы расселения, № 4. — М.: МЦНТИ, Ком. по системному анализу, 1982. — С. 25-31.
182. Бочаров, Ю. П. Оценка социально-производственного потенциала городов в системе расселения / Ю. П. Бочаров, Г. И. Фильваров // Известия ВУЗов. Строительство и архитектура. — Новосибирск, 1982, № 12. — С. 54-58.
183. Фомин, Г. Н. Социально-экономические проблемы расселения, градостроительство и жилищно-гражданское строительство (развёрнутая концепция) / Г. Н. Фомин, Б. Р. Рубаненко, Ю. П. Бочаров, др. Науч. совет по проблемам науч.-техн. и соц.-экон. прогнозирования АН СССР и ГКНТ. — М.: Госгражданстрой, 1982. Др. авт.: Белоусов В. Н., Смоляр И. М., др.
184. Бочаров, Ю. П. Проблемы комплексного развития градостроительства / Ю. П. Бочаров // Проблемы архитектуры. СА СССР. — М.: Стройиздат, 1981. — С. 17-24.
185. Матвеев, Е. С. Особенности формирования промышленных зон в системах расселения / Е. С. Матвеев, Ю. П. Бочаров // Научно-методические основы формирования промышленных зон в групповых системах населённых мест. ЦНИИПромзданий, труды института. — М., 1981. — С. 5-17.
186. Бочаров, Ю. П. Особенности планировки многоцентровых городских агломераций / Ю. П. Бочаров, М. М. Кушниренко // Строительство и архитектура. — Киев: Будівельник, 1981, № 6. — С. 1-3.
187. Бочаров, Ю. П. Современный город и производство / Ю. П. Бочаров // Известия ВУЗов. Строительство и архитектура. — Новосибирск, 1981, № 12. — С. 55-60.
188. Бочаров, Ю. П. О связи градостроительства с народно-хозяйственным планированием / Ю. П. Бочаров // Сб. науч. тр. «Повышение эффективности градостроительных решений в условиях комплексного социально-экономического развития городов». — М.: ЦНИИП градостроительства, 1981. — С. 27-31.
189. Бочаров, Ю. П. Глава 3. Архитектурный облик жилых, промышленных районов и зон отдыха / Ю. П. Бочаров, А. П. Вергунов, Т. П. Голубева, др. // Основы формирования архитектурно-художественного облика городов. — М.: Стройиздат, 1981. — С. 107—170. Др. авт.: Трубникова Н. М., Григорьева Н. Ю., Шевердяева Н. Н.
190. Бочаров, Ю. П. К методике учёта взаимодействия экономических и социальных факторов в развитии населённых мест / Ю. П. Бочаров, Г. И. Фильваров // Градостроительные проблемы в условиях жаркого климата. — Ташкент, 1981.
191. Бочаров, Ю. П. Учёт градостроительства в народно-хозяйственном планировании / Ю. П. Бочаров, А. С. Эпштейн // Мат-лы Всесоюз. конф. «Социалистический город как объект исследования и управления». — Л., 1981.
192. Бочаров, Ю. П. Совершенствование нормативной базы комплексной застройки городов / Ю. П. Бочаров, В. А. Щеглов // Мат-лы Всесоюз. конф. «Социалистический город как объект исследования и управления». — Л., 1981.
193. Бочаров, Ю. П. Научно-методические принципы формирования систем расселения, планировки и застройки населённых мест в зоне влияния БАМ / Ю. П. Бочаров, А. И. Мелик-Пашаев, Ю. Б. Хромов, др. // Мат-лы 3-й всесоюз. конф. «Строительство БАМ и объектов хозяйственного освоения зоны БАМ». — Новосибирск, 1981.
194. Бочаров, Ю. П. Исследование развития многофункционального города методом системной динамики / Ю. П. Бочаров, Н. М. Дёмин, Р. В. Заец, др. // Достижения и перспективы, вып. 18. Города и системы расселения, № 3. — М.: МЦНТИ, Ком. по системному анализу, 1981. — С. 96-107. Др. авт.: Колчанов В. Л.
195. Бочаров, Ю. П. Проблемы организации санитарно-защитных зон крупных предприятий в больших городах / Ю. П. Бочаров, Г. К. Клопко // Градостроительство, вып. 30. — Киев, 1981. — С. 70-75.
196. Бочаров, Ю. П. Учёт градостроительных факторов в системе планирования и прогнозирования / Ю. П. Бочаров, А. С. Эпштейн // Вопросы территориального и городского планирования и управления. — М.: ЦЭМИ АН СССР, 1981. — С. 24-43.
197. Бочаров, Ю. П. Planificación de la estructura de la ciudad moderna (Планировочная структура современного города, на испанском яз.) / Yu.P. Bocharov, O.K. Kudriavtsev. — La Habana: Editorial cientifico tecnica, 1980. — 184 p.
198. Бочаров, Ю. П. Город и производство / Ю. П. Бочаров, В. Я. Любовный, Н. Н. Шевердяева. — М.: Стройиздат, 1980. — 124 с.
199. Бочаров, Ю. П. Промышленные комплексы и современный город / Ю. П. Бочаров // Архитектура СССР, 1980, № 8. — С. 21-23.
200. Бочаров, Ю. П. Пространственно-экономические факторы комплексного развития городов / Ю. П. Бочаров // Проблемы развития производственных сил Урала на перспективу до 1990—2000 гг. — М.: АН СССР, Госплан СССР, 1980.
201. Бочаров, Ю. П. Моделирование крупного города методом системной динамики / Ю. П. Бочаров, Р. В. Заец, В. Л. Колчанов // Проблемы градостроительного проектирования и моделирования развития городов. — Ташкент: АН УзССР, Госстрой УзССР, 1980. — С. 241—243.
202. Бочаров, Ю. П. Раздел 3 «Архитектурно-планировочное решение» / Ю. П. Бочаров, Т. П. Голубева, Н. Н. Шевердяева // Руководство по разработке схем генеральных планов промышленных узлов, ЦНИИПромзданий. — М.: Стройиздат, 1980. — С. 21-52.
203. Фомин, Г. Н. Основные положения генеральной схемы расселения на территории СССР до 2000 г. / Г. Н. Фомин, В. Н. Белоусов, В. В. Владимиров, др. — М.: ЦНИИП градостроительства, 1980. Др. авт.: Бочаров Ю. П., Кочетков А. В., Крогиус В. Р., Листенгурт Ф. М., Любовный В. Я., др.
204. Фомин, Г. Н. Основные положения генеральной схемы расселения на территории СССР (резюме) / Г. Н. Фомин, В. Н. Белоусов, В. В. Владимиров, др. — М.: ЦНТИ Госгражданстроя, 1980. Др. авт.: Бочаров Ю. П., Кочетков А. В., Крогиус В. Р., Листенгурт Ф. М., Любовный В. Я., др.
205. Бочаров, Ю. П. Пространственные проблемы комплексного развития крупных городов / Ю. П. Бочаров, В. А. Щеглов // Анализ планирования развития крупных городов. — М.: ИСЭП, ЦЭМИ АН СССР, 1980, С. 43-62.
206. Бочаров, Ю. П. Расширение комплексного подхода к планированию. Включение в композиционные планы развития городов решений архитектурноградостроительных задач / Ю. П. Бочаров, В. А. Щеглов // Основные направления дальнейшего совершенствования комплексного планирования экономического и социального развития крупных городов. — М.: ИСЭП, ЦЭМИ АН СССР, 1980.
207. Бочаров, Ю. П. Industrial complexes and modern towns / Yu.P. Bocharov // CIB-Symposium on Complex Approach to the Solution of the Problems in Design and Construction of Industrial Buildings and Enterprises. — Erevan — Moscow, Sept. 15-21, 1980.
208. Бочаров, Ю. П. Modelling of Multifunctional Town Development by System Dynamics Method / Yu.P. Bocharov, R.V. Zaets, V.L. Koltchanov // Working meeting on the theme «Modelling of Urban Systems». — Moscow, Sept. 30 — Oct. 3, 1980. — Р. 28-30.
209. Бочаров, Ю. П. Гибкость планировочной структуры городов Белорусской ССР / Ю. П. Бочаров, А. В. Лысенко, Г. С. Козлов, др. // Строительство и архитектура Белоруссии. — Минск: Полымя, 1980, № 2. — С. 14-17. Др. авт.: Линевич Е. Е., Сенкевич И. И., Юркевская О. О.
210. Бочаров, Ю. П. Послесловие к кн. «Имитационные модели города» / Ю. П. Бочаров, Ю. П. Иванилов, В. В. Вайсера // Р. Прюдом, Ж. Брюнетьер, Г. Дюпюи «Имитационные модели города». — М.: Прогресс, 1979. — С. 177—185.
211. Аршба, З. С. Проблемы глубинного развития горно-приморских курортов / З. С. Аршба, Ю. П. Бочаров, В. Д. Матвеев // Архитектура СССР, 1979, № 4. — С. 53-57.
212. Гиршович, Б. О. Развитие градостроительства в СССР (1971—1975) / Б. О. Гиршович, В. Р. Крогиус, Ю. П. Бочаров, др. — М: ЦНИИП градостроительства, 1979. Др. авт.: Азаренкова З. Н., Александер К. Э., Базилевич А. М., Листенгурт Ф. М., др.
213. Бочаров, Ю. П. Прогнозирование городского населения на территории СССР / Ю. П. Бочаров, А. М. Бояринов // Территориальное планирование населения. Мат-лы IV межвед. сов. по географии населения. Тез. докл. — Ленинград — Тбилиси: АН СССР, 1979.
214. Кедров Б. М. Комплексный подход и его применение в урбанистике / Б. М. Кедров, Ю. П. Бочаров // Комплексный подход к научному поиску: проблемы и перспективы. — Свердловск: Уральский НЦ АН СССР, 1979.
215. Бочаров, Ю. П. Город — целостный социально-экономический комплекс / Ю. П. Бочаров, В. Я. Любовный // Коммунист. — М: Правда, 1979, № 2 (1156). — С. 48-58.
216. Бочаров, Ю. П. Возможности развития районов приложения труда в области промышленности, науки и управления / Ю. П. Бочаров, Н. Н. Шевердяева // Преобразование среды крупных городов и совершенствование их планировочной структуры. Сб. науч. тр. — М.: Стройиздат, 1979. — С. 83-85.
217. Аникеев, В. В. Принципы формирования и классификация производственно-транспортных зон в приморских городах / В. В. Аникеев, Ю. П. Бочаров // Сб. докл. Всесоюз. конф. «Экономика океана». Вып. 6. ДВНЦ АН СССР. — Владивосток: Наука, 1978. — С. 15-18.
218. Бочаров, Ю. П. Руководство по проектированию городских промышленно-селитебных районов / Ю. П. Бочаров, Т. П. Голубева, Н. Ю. Григорьева, др. — М.: Стройиздат, 1978. — 30 с. Др. авт.: Кудинов О. В., Ломаченко В. П., Матвеев Е. С., Метляева О. П., др.
219. Бочаров, Ю. П. Формирование производственной зоны городских промышленно-селитебных районов / Ю. П. Бочаров, В. П. Ломаченко, Е. С. Матвеев, др. // Промышленное строительство. — М., 1978, № 1. — С. 6-8. Др. авт.: Метляева О. П.
220. Бочаров, Ю. П. Стенограмма доклада на VI съезде архитекторов СССР / Ю. П. Бочаров // Шестой съезд архитекторов СССР, 25-27 ноября 1975 г. Сокр. стеногр. отчёт. — М.: Стройиздат, 1978. — С. 135—137.
221. Бадалов, Т. Г. В зоне влияния столицы. Некоторые особенности развития городов Подмосковья / Т. Г. Бадалов, Ю. П. Бочаров // Строительство и архитектура Москвы, 1978, № 4. — С. 18-19.
222. Бадалов, Т. Г. Урбанизация пригородов: влияние образа жизни на структуру населения (на примере Московской агломерации) / Т. Г. Бадалов, Ю. П. Бочаров // Социология и проблемы социального развития. — М.: Наука, 1978.
223. Бочаров, Ю. П. Привлекать дизайнеров на всех этапах проектирования / Ю. П. Бочаров // Техническая эстетика. — М., 1978, № 9. — С. 15.
224. Бочаров, Ю. П. Проблемы комплексного развития производства и расселения / Ю. П. Бочаров // Производственные зоны крупных городов. Сб. науч. тр. под ред. Ю. П. Бочарова. — М.: ЦНИИП градостроительства, 1977. — С. 4-10. — 80 с.
225. Бочаров, Ю. П. Организация промышленных районов в больших городах / Ю. П. Бочаров, Н. Н. Шевердяева. Обзоры по проблемам больших городов. — М.: ГосИНТИ, 1977, № 14-77. — 43 с.
226. Бочаров, Ю. П. Пригородная зона Москвы: актуальные проблемы развития / Ю. П. Бочаров, В. Я. Любовный, В. Г. Стоякин // Строительство и архитектура Москвы, 1977, № 9. — С. 18-19.
227. Бочаров, Ю. П. О размещении и использовании складских территорий / Ю. П. Бочаров, В. В. Гончар // Промышленное строительство. — М., 1977, № 5. — С. 31-33.
228. Белоусов, В. Н. Две социальные концепции градостроительства / В. Н. Белоусов, Ю. П. Бочаров // Сб. науч. тр. «Критический анализ зарубежных градостроительных теорий». — М.: ЦНИИП градостроительства, 1977. — С. 6-16.
229. Григорьева, Н. Ю. Предпромышленные территории в структуре города (Обзор) / Н. Ю. Григорьева, Ю. П. Бочаров. Серия Градостроительство, вып. 9. — М.: ЦНТИ, 1977. — 26 с.
230. Бочаров, Ю. П. Новизна замысла, глубина расчёта. О строительстве Волжского автозавода / Ю. П. Бочаров, О. С. Бутаев // Газета «Советская культура», 23.08.1977.
231. Бочаров, Ю. П. Градостроительные трактаты Ле Корбюзье и проблемы современного проектирования. Послесловие к кн. «Ле Корбюзье. Три формы расселения. Афинская хартия» / Ю. П. Бочаров, А. Г. Раппапорт // Ле Корбюзье. Три формы расселения. Афинская хартия. — М.: Стройиздат, 1976. — С. 127—135.
232. Бочаров, Ю. П. Взаимосвязь социально-экономических и пространственных аспектов развития крупных городов в СССР / Ю. П. Бочаров, В. Я. Любовный // География населения. Сб. докл. XXIII Межд. географического конгресса. — М.: Географиздат, 1976.
233. Бочаров, Ю. П. Комплексное развитие крупных городов / Ю. П. Бочаров, В. Я. Любовный // Плановое хозяйство. — М.: Экономика, 1976, № 12. — С. 78-86.
234. Бочаров, Ю. П. Использование системной динамики при имитационном моделировании города / Ю. П. Бочаров // Урбанизация и развитие новых районов. — М.: ЦЭМИ АН СССР, 1976. — С. 197—206.
235. Бочаров, Ю. П. Предзаводские зоны в структуре города / Ю. П. Бочаров, Н. Ю. Григорьева // Промышленное строительство. — М., 1976, № 10. — С. 25-27.
236. Бочаров, Ю. П. Экономическая эффективность комплексной застройки / Ю. П. Бочаров // Архитектура и экономика. — М.: СА СССР, 1976.
237. Бочаров, Ю. П. Город — комплекс единый / Ю. П. Бочаров, В. Я. Любовный // Газета «Правда», 13 ноября 1976.
238. Бочаров, Ю. П. О состоянии градостроительства / Ю. П. Бочаров // О состоянии и перспективах развития советской архитектуры. — М.: Стройиздат, 1976. — С. 119—122.
239. Бочаров, Ю. П. Проблемы планировки городов в условиях сложного рельефа / Ю. П. Бочаров, В. Р. Крогиус // Архитектура СССР, 1976, № 7. — С. 29-34.
240. Бочаров, Ю. П. Co cau ouy hoach cua thanh pho hien dai (Планировочная структура современного города, на вьетнамском яз.) / Yu.P. Botsarov, O.K. Kudryavtxev. — Hanoi, 1975. — 160 p.
241. Бочаров, Ю. П. Актуальные вопросы организации промышленных районов в генеральных планах городов / Ю. П. Бочаров, В. В. Мухин, Н. Н. Шевердяева // Промышленное строительство. — М., 1975, № 11. — С. 20-21.
242. Бочаров, Ю. П. Некоторые вопросы формирования облика промышленных районов / Ю. П. Бочаров, Т. П. Голубева, Н. Ю. Григорьева // В помощь проектировщику-градостроителю. Формирование архитектурного облика городов. — Киев: Будівельник, 1975. — С. 36-43.
243. Бочаров, Ю. П. Актуальные вопросы организации промышленных районов / Ю. П. Бочаров, В. В. Мухин, Н. Н. Шевердяева // В помощь проектировщику-градостроителю. Практика разработки и реализации генеральных планов городов. — Киев: Будівельник, 1975. — С. 15-23.
244. Бочаров, Ю. П. Влияние автоматизации информационно-управляющих систем на формирование городов / Ю. П. Бочаров, И. В. Подолянский // Строительство и архитектура. — Киев: Будівельник, 1975, № 3. — С. 6-10.
245. Бочаров, Ю. П. Промышленность и вопросы улучшения окружающей среды / Ю. П. Бочаров, Н. Н. Шевердяева // В помощь проектировщику-градостроителю. Градостроительство и вопросы охраны окружающей среды. — Киев: Будівельник, 1975. — С. 17-21.
246. Бочаров, Ю. П. Некоторые функциональные характеристики города как системы (математическая модель) / Ю. П. Бочаров, Н. П. Бусленко // Архитектурная форма и научно-технический прогресс. — М.: Стройиздат, 1975. — С. 168—169.
247. Бочаров, Ю. П. Развитие групп больших городов в СССР / Ю. П. Бочаров, О. К. Кудрявцев // Архитектура СССР, 1974, № 5. — С. 6-10.
248. Бочаров, Ю. П. Развитие групп больших городов в СССР (на япон. яз.) / Ю. П. Бочаров, О. К. Кудрявцев // Бюллетень Парламентской ассоциации советско-японской дружбы № 5. — Токио, октябрь 1974. — С. 38-49.
249. Бочаров, Ю. П. Градостроительство и научно-технический прогресс / Ю. П. Бочаров, В. И. Рабинович, О. Н. Яницкий. — М.: Знание, 1974. — 56 с.
250. Бочаров, Ю. П. Некоторые вопросы подготовки кандидатской диссертации / Ю. П. Бочаров // Рекомендации по методике работы над кандидатскими диссертациями в области градостроительства. — М.: ЦНИИП градостроительства, 1974. — С. 10-16.
251. Безруков Е. И. Проблемы планировки и застройки Копенгагена / Е. И. Безруков, Ю. П. Бочаров // Городское хозяйство Москвы, 1974, № 10. — С. 37-40.
252. Бочаров, Ю. П. Планировочная структура развивающихся городов / Ю. П. Бочаров. Обзоры по проблемам больших городов, серия: Градостроительство. — М.: ЦНТИ, 1973, № 1/20-73. — 37 с.
253. Фомин, Г. Н. Жилищно-гражданское строительство и градостроительство Дании (обзор) / Г. Н. Фомин, Ю. П. Бочаров, Е. И. Безруков. Серия: Градостроительство. — М.: ЦНТИ, 1973. — 107 с.
254. Бочаров, Ю. П. Актуальные вопросы советского градостроительства / Ю. П. Бочаров // Книга об архитектуре. — М.: Знание, 1973. — С. 109—117.
255. Бочаров, Ю. П. Линии экспрессного транспорта в структуре города / Ю. П. Бочаров, О. К. Кудрявцев // В помощь проектировщику-градостроителю. Вып. «Планировка и застройка городов». — Киев: Будівельник, 1973. — С. 101—108.
256. Бочаров, Ю. П. Оценка климата для целей градостроительства / Ю. П. Бочаров, А. А. Гербурт-Гейбович, Л. А. Чубуков // Влияние природно-климатических условий на структуру городов. — М.: Гидрометеоиздат, 1973. — С. 33-42.
257. Бочаров, Ю. П. Планировочная структура современного города / Ю. П. Бочаров, О. К. Кудрявцев. — М.: Стройиздат, 1972. — 160 с.
258. Бусленко, Н. П. Некоторые функциональные характеристики города как системы (математическая модель города) / Н. П. Бусленко, Ю. П. Бочаров // Машинный метод проектирования. Тез. докл. науч.-творч. совещ. «Архитектурная форма и научно-технический прогресс». — М.: НИИТИ, 22-24 ноября 1972. — С. 14-17.
259. Бочаров, Ю. П. Планировка и благоустройство городов. Методические указания и программа курса для специальности «Городское строительство» / Ю. П. Бочаров, В. В. Владимиров, И. Л. Пак. — М.: ВЗИСИ РСФСР, 1972.
260. Бочаров, Ю. П. Расселение научных кадров в крупном городе / Ю. П. Бочаров, Н. Р. Фрезинская // Научно-исследовательские центры, институты и лаборатории. Функционально-пространственная организация. — М.: Наука, 1972. — С. 11-18.
261. Бочаров, Ю. П. Застройка жилых районов Дании / Ю. П. Бочаров // В помощь проектировщику-градостроителю. Вып. 6. Планировка и застройка жилых районов и микрорайонов. — Киев: Будівельник, 1972. — С. 74-80.
262. Фомин, Г. Н. Жилищно-гражданское строительство Дании / Г. Н. Фомин, Е. И. Безруков, Ю. П. Бочаров // Жилищное строительство. — М., 1972, № 7. — С. 22-28.
263. Фрезинская, Н. Р. Размещение научных учреждений в городах и агломерациях / Н. Р. Фрезинская, Ю. П. Бочаров // В помощь проектировщику-градостроителю. Вып. 2. Проблемы советского градостроительства. — Киев: Будівельник, 1971. — С. 7-13.
264. Бочаров, Ю. П. Социальные проблемы городов — центров научной деятельности / Ю. П. Бочаров, Н. Р. Фрезинская. — М.: Институт конкретных социальных исследований АН СССР, 1970. — 11 с.
265. Бочаров, Ю. П. Социально-пространственная организация городов — центров научной деятельности / Ю. П. Бочаров, Н. Р. Фрезинская // Мат-лы Советского комитета по подготовке YII межд. социолог. конгресса. — М., 1970.
266. Бочаров, Ю. П. Модуль городских коммуникаций как элемент композиции / Ю. П. Бочаров, А. М. Базилевич // Архитектурная композиция. Современные проблемы. — М.: Стройиздат, 1970. — С. 74-78.
267. Бочаров, Ю. П. Влияние индустриальных методов строительства на застройку городов Венгрии / Ю. П. Бочаров, Д. Н. Федулов, Э. М. Чурбанов. Тез. докл. — М.: ЦНИИЭП жилища, Госгражданстрой, 1970. — 23 с.
268. Бочаров, Ю. П. Вопросы пространственной организации новых городов / Ю. П. Бочаров, А. М. Базилевич // В помощь проектировщику-градостроителю. Вып. 8. Новые города. — Киев: Будівельник, 1970. — С. 10-16.
269. Бочаров, Ю. П. Решение планировочной структуры в связи с транспортной организацией города / Ю. П. Бочаров, О. К. Кудрявцев // В помощь проектировщику-градостроителю. Вып. 5. Планировка и застройка городов. — Киев: Будівельник, 1970. — С. 1-8.
270. Бочаров, Ю. П. Города науки и особенности их развития / Ю. П. Бочаров, К. И. Сергеев // Научно-исследовательские центры, институты и лаборатории. Исследование, проектирование и строительство. — М.: Стройиздат, 1970, вып. 1. — С. 18-26.
271. Бочаров, Ю. П. Социально-экономические вопросы зарубежного градостроительства / Ю. П. Бочаров // Экономика градостроительства и районной планировки. — М., 1970, № 4.
272. Бочаров, Ю. П. Научные центры Академии наук СССР. Организация, проектирование, строительство / Research Centers of Academy of Sciences of the URSS / Ю. П. Бочаров, Д. Н. Метаньев, Ю. П. Платонов, др. —М.: Наука, 1969. — 71 с. Др. авт.: Фрезинская Н. Р.
273. Бочаров, Ю. П. О жилищном строительстве в новых городах США / Ю. П. Бочаров // Жилищное строительство. — М., 1969, № 8. — С. 24-25.
274. Плинер, В. А. Строительство города Тольятти (первая очередь) / Плинер В. А., Савельев М. К., Базилевич А. М., др. // Жилищное строительство. — М., 1969, № 4. — С. 8-11. Др. авт.: Бочаров Ю. П.
275. Кедров, Б. М. Современная наука и проблемы организации научных центров / Б. М. Кедров, Ю. П. Бочаров, К. И. Сергеев // Архитектура СССР, 1969, № 1. — С. 3-11.
276. Бочаров, Ю. П. О планировочной структуре городов науки / Ю. П. Бочаров, К. И. Сергеев // В помощь проектировщику-градостроителю. Вып. 6. Планировка и застройка малых и средних городов. — Киев: Будівельник, 1969. — С. 27-33.
277. Бочаров, Ю. П. Некоторые особенности жилища северных газоносных районов Западной Сибири / Ю. П. Бочаров, В. К. Лицкевич, В. Д. Станкевский // Всесоюз. совещ. по совершенствованию полносборного домостроения в районах вечномёрзлых грунтов и сурового климата. Тез. докл. — Красноярск, 1969.
278. Бочаров, Ю. П. Планировочная структура развивающегося города / Ю. П. Бочаров // Архитектура СССР, 1968, № 9. — С. 10-17.
279. Рубаненко, Б. Р. Проблемы планировки и застройки города Тольятти / Б. Р. Рубаненко, В. А. Шквариков, Ю. П. Бочаров, др. // Архитектура СССР, 1968, № 6. — С. 1-13. Др. авт.: Кутырев Е. И.
280. Рубаненко, Б. Р. Город Тольятти. Генеральный план новой части города. Проект I очереди строительства (1968—1971 гг.) / Б. Р. Рубаненко (рук.), Ю. П. Бочаров, Л. М. Блинкова, др. — М.: ЦНТИ, 1968. — 48 с. Др. авт.: Дыховичная Н. А., Иохелес Е. Л., Каплан Г. А., Карташова К. К., Капустян Е. Д., Ходатаев В. П., Сигаев А. В.
281. Базилевич, А. М. О генеральном плане г. Тольятти / А. М. Базилевич, Ю. П. Бочаров, Е. И. Кутырев, др. // В помощь проектировщику-градостроителю. Вып. 9. Вопросы градостроительства. — Киев: Будівельник, 1968. — С. 12-18. Др. авт.: Плинер В. А., Агасьянц А. А.
282. Бочаров, Ю. П. Некоторые вопросы методики разработки планировочной структуры городов с учётом их перспективного развития / Ю. П. Бочаров // Социальные предпосылки формирования города будущего. II. Город и его элементы (обзор). Вып. 31. — М.: ЦНТИ, 1967. — С. 25-28.
283. Бочаров, Ю. П. Формирование планировочной структуры промышленных городов: автореф. дис. … доктора архитектуры (на правах рук.). — М., 1966. — 32 с.
284. Бочаров, Ю. П. Формирование планировочной структуры промышленных городов: дис. … доктора архитектуры (на правах рук.). — М., 1965. — 435 с.
285. Бочаров, Ю. П. Принципы расселения и развития советских городов / Ю. П. Бочаров, В. И. Рабинович // Социология в СССР, т. II. — М.: Мысль, 1966. — С. 288—289.
286. Бочаров, Ю. П. Особенности планировочной структуры современного города / Ю. П. Бочаров, Н. Р. Фрезинская // Советская архитектура. — М., 1965, № 17. — С. 48-56.
287. Бочаров, Ю. П. Пешеходные связи с местами труда / Ю. П. Бочаров, Н. Р. Фрезинская // Мат-лы II сем. по вопросам городского движения и транспорта. Москва, 17 фев. —3 мар. 1965. — М.: СА СССР, 1965. — С. 45-58.
288. Бочаров, Ю. П. Некоторые вопросы развития городов Японии / Ю. П. Бочаров // Вопросы географии № 66: Города мира. — М.: Мысль, 1965. — С. 104—117.
289. Yu. Botcharov. The Structure of an Industrial City of 250000 in the USSR / Yu. Botcharov, B. Marcus, L. Taziyeva, S. Borounov // Ekistics, 1965, May, Vol. 19, № 114. — Р. 290—295.
290. Бочаров, Ю. П. Некоторые вопросы водоснабжения городов РСФСР / Ю. П. Бочаров, Я. Л. Егоров // Водоснабжение и санитарная техника. — М., 1964, № 10. — С. 25-27.
291. Бочаров, Ю. П. Вопросы водоснабжения и канализации городов / Ю. П. Бочаров, Я. Л. Егоров // Транспорт и инженерное оборудование городов. — Киев: Госстройиздат УССР, 1964.
292. Бочаров, Ю. П. Города растут всё быстрее / Ю. П. Бочаров // Техника — молодёжи. — М.: Молодая гвардия, 1964, № 12. — С. 2-4.
293. Бочаров, Ю. П. Социальные проблемы зарубежного градостроительства / Ю. П. Бочаров // Вопросы философии. — М., 1964, № 1. — С. 90-101.
294. Бочаров, Ю. П. Влияние трудовых связей населения на планировку жилых районов / Ю. П. Бочаров, Н. Р. Фрезинская // Архитектура СССР, 1964, № 6. — С. 14-19.
295. Бочаров, Ю. П. О городах западной и экваториальной Африки / Ю. П. Бочаров // Советская архитектура. — М., 1964, № 16. — С. 142—150.
296. Бочаров, Ю. П. Экспериментальный проект нового города на Апшероне / Ю. П. Бочаров, С. К. Регамэ, С. В. Борунов, др. // Планировка и застройка городов. — Киев: Госстройиздат УССР, 1963. Др. авт.: Себедаш П. Н.
297. Бочаров, Ю. П. Основные градостроительные проблемы Японии / Ю. П. Бочаров // Планировка городов и пригородных зон. — Киев: Госстройиздат УССР, 1963.
298. Регамэ, С. К. Проектирование нового города на Апшероне / С. К. Регамэ, Ю. П. Бочаров // Архитектура СССР, 1963, № 5. — С. 41.
299. Себедаш, П. Н. Расположение жилых и промышленных районов города и обслуживание трудовых связей населения / П. Н. Себедаш, Ю. П. Бочаров // Градостроительство и районная планировка. — Киев: Госстройиздат УССР, 1963.
300. Бочаров, Ю. П. Некоторые вопросы застройки Токио / Ю. П. Бочаров // Жилищное строительство. — М., 1963, № 7. — С. 31-32.
301. Бочаров, Ю. П. Некоторые вопросы жилищного строительства в США / Ю. П. Бочаров // Жилищное строительство. — М., 1963, № 2. — С. 19-22.
302. Бочаров, Ю. П. Вопросы застройки и благоустройства Чикаго / Ю. П. Бочаров // Городское хозяйство Москвы, 1963, № 5. — С. 41-44.
303. Бочаров, Ю. П. О гибкой планировочной структуре города / Ю. П. Бочаров, Н. Р. Фрезинская // Строительство и архитектура. — Киев, 1963, № 7. — С. 15-16.
304. Бочаров, Ю. П. Влияние размещения жилых и промышленных районов на организацию трудовых связей / Ю. П. Бочаров, П. Н. Себедаш // Известия АСиА СССР. — М., 1963, № 2. — С. 102—108.
305. Бочаров, Ю. П. Особенности территориального роста зарубежных городов / Ю. П. Бочаров // Сб. НИИ теории и истории архитектуры АСиА СССР, 1963.
306. Бочаров, Ю. П. Некоторые вопросы размещения и развития сети общегородских обслуживающих учреждений / Ю. П. Бочаров, Л. И. Тажиева, С. В. Борунов // Проблемы советского градостроительства. Вып. № 12. Сети культурно-бытового обслуживания. — М.: Институт градостроительства АСиА СССР, 1962. — С. 27-34.
307. Бочаров, Ю. П. Некоторые проблемы планировочной структуры города / Ю. П. Бочаров // Известия АСиА СССР. — М., 1962, № 2. — С. 12-19.
308. Бочаров, Ю. П. О разработке структуры индустриального города / Ю. П. Бочаров, Б. С. Маркус, Л. И. Тажиева, С. В. Борунов // Экспериментальное проектирование. — М.: ЦНИИЭП жилища АСиА СССР, 1962, № 5. — С. 77-87.
309. Бочаров, Ю. П. Разработка структуры городов при групповой форме расселения / Ю. П. Бочаров, В. Э. Нудельман, Н. Р. Фрезинская // Экспериментальное проектирование. — М.: ЦНИИЭП жилища АСиА СССР, 1962, № 5. — С. 88-96.
310. Бочаров, Ю. П. О рациональном использовании территорий в новых городах / Ю. П. Бочаров, С. В. Борунов // Экономика строительства. — М., 1962, № 4. — С. 72-73.
311. Бочаров, Ю. П. О структуре современного города / Ю. П. Бочаров // Жилищно-коммунальное хозяйство. — М., 1962, № 1. — С. 11.
312. Бочаров, Ю. П. Экономика жилищного строительства в СССР. Доклад для Центра жилищного строительства ООН / Ю. П. Бочаров // Бюллетень Комитета по делам строительства. — М., 1962.
313. Борунов, С. В. Об использовании территорий в городах РСФСР / С. В. Борунов, Ю. П. Бочаров // В помощь проектировщику. Методика градостроительства и районной планировки. Вып. 7 (14). — Киев: Госстройиздат УССР, 1962. — С. 3-9.
314. Бочаров, Ю. П. Некоторые особенности развития городов США / Ю. П. Бочаров // В помощь проектировщику. Методика градостроительства и районной планировки. Вып. 3 (10). — Киев: Госстройиздат УССР, 1962. — С. 54-68.
315. Бочаров, Ю. П. Графо-аналитическая таблица для расчёта обслуживающих учреждений в микрорайонах / Ю. П. Бочаров // В помощь проектировщику. Методика градостроительства и районной планировки. Вып. 1 (8). — Киев: Госстройиздат УССР, 1962. — С. 57-59.
316. Бочаров, Ю. П. Строительство коммунизма и проблемы развития наших городов / Ю. П. Бочаров, В. И. Рабинович // Вопросы философии. — М.: Правда, 1962, № 2. — С. 25-36.
317. Бочаров, Ю. П. Город смотрит в будущее / Ю. П. Бочаров // Массовая библиотека «Отвечаем на вопросы рабочих», вып. 14. — М.: Профиздат, 1962.
318. Абрамов, В. М. Планировка и застройка столицы Башкирии / В. М. Абрамов, Ю. П. Бочаров // Инф. бюллетень Союза Архитекторов СССР. — М.: Госстройиздат, 1962, № 4.
319. Бочаров, Ю. П. К вопросу о безопасности движения в микрорайонах Москвы / Ю. П. Бочаров // Городское хозяйство Москвы, 1961, № 12. — С. 17-19.
320. Колли, Н. Я. О практике экспериментального проектирования городов различной величины / Н. Я. Колли, В. Н. Симбирцев, Ю. П. Бочаров // Известия АСиА СССР. — М., 1961, № 3. — С. 31-39.
321. Бочаров, Ю. П. Особенности структуры промышленных городов / Ю. П. Бочаров // Градостроительство. Труды VI сессии АСиА СССР. — М.: Госстройиздат, 1961.
322. Бочаров, Ю. П. Организация движения пешеходов и транспорта в микрорайонах. (Вопросы планировки) / Ю. П. Бочаров. — М.: МКХ РСФСР, 1960. — 68 с.
323. Бочаров, Ю. П. Опыт проектирования оптимального города / Ю. П. Бочаров, Б. С. Маркус, В. Н. Симбирцев // Архитектура СССР, 1960, № 12. — C. 10-15.
324. Бочаров, Ю. П. К проблеме «оптимального города» / Ю. П. Бочаров // Архитектура СССР, 1960, № 5. — C. 16-18.
325. Бочаров, Ю. П. Внутри кварталов / Ю. П. Бочаров // За безопасность движения. — М., 1960, № 1. — C. 6-7.
326. Бочаров, Ю. П. Некоторые приёмы организации пешеходного движения в жилых кварталах / Ю. П. Бочаров // Жилищно-коммунальное хозяйство. — М., 1960, № 2. — C. 14-16.
327. Бочаров, Ю. П. Вопросы планировки микрорайонов в связи с организацией движения пешеходов и транспорта: автореф. дис. … кандидата архитектуры (на правах рук.). — М., 1959. — 17 с.
328. Бочаров, Ю. П. Планировка распределительных проездов / Ю. П. Бочаров // Архитектура СССР, 1959, № 8. — С. 42-43.
329. Бочаров, Ю. П. Организация пешеходного движения к остановкам массового транспорта / Ю. П. Бочаров // Архитектура СССР, 1958, № 12. — С. 7-9.
330. Бочаров, Ю. П. Некоторые вопросы уличного освещения / Ю. П. Бочаров // Жилищно-коммунальное хозяйство. — М., 1958, № 10. — С. 20-21.
331. Бочаров, Ю. П. Укрупнение кварталов и размещение обслуживающих объектов / Ю. П. Бочаров // Городское хозяйство Москвы, 1958, № 7. — С. 30-31.
332. Бочаров, Ю. П. Ещё раз о строительстве временных и постоянных дорог при застройке жилых кварталов / Ю. П. Бочаров, В. Штрассенмайер // На стройках Москвы, 1958, № 10. — С. 28-29.
333. Бочаров, Ю. П. В краю целинных земель / Ю. П. Бочаров // Архитектура СССР, 1957, № 7. — С. 24-28.
334. Бочаров, Ю. П. Проектирование и строительство новых городов Индии / Ю. П. Бочаров // Архитектура СССР, 1957, № 5. — С. 42-45.
335. Бочаров, Ю. П. Методика сбора и анализа исходных данных для градостроительного проектирования / Ю. П. Бочаров // Бюллетень № 4. — М.: Главстройпроект, 1954.

## Семья
- Отец — Бочаров Пётр Александрович (1896—1971) — зав. каф. электротехники Харьковского института инженеров транспорта (ХИИТ).
- Мать — Бочарова (Шинкаренко) Неонила Игнатьевна (1899—1991) — преподаватель английского языка.
- Сестра — Светлана Петровна Бочарова (1928—2012) — советский, российский и украинский психолог, специалист в области общей, педагогической и инженерной психологии. Доктор психологических наук, профессор. Академик Балтийской педагогической академии.
- Жена — Лавровская Галина Константиновна (1925—2013), кандидат химических наук.
- Тесть — Лавровский Константин Петрович (1898—1972) — химик-органик, член-корреспондент АН СССР (1953).

## Критика
Президент РААСН, народный архитектор РФ Александр Викторович Кузьмин: 

Говорить о Юрии Петровиче Бочарове мне, с одной стороны, очень легко, потому что он является одним из лучших градостроителей России, наверное, середины XX — начала XXI века. С другой стороны, если вспомнить нашу совместную работу на протяжении многих лет, то мы чаще были по разные стороны баррикад, потому что я, как правило, был на стороне власти, а он старался быть на стороне правды. А это не всегда одно и то же.
Доктор искусствоведения Александр Гербертович Раппапорт: 

В своей научной жизни Юрий Петрович все силы посвятил проблематике города и градостроительства; он вникал во все аспекты жизни городского организма и прекрасно чувствовал их взаимосвязь, что сделало его одним из ведущих экспертов в этой сфере.